# Będzin
Będzin – miasto w południowej Polsce, w województwie śląskim, siedziba powiatu będzińskiego, w Zagłębiu Dąbrowskim, będącym historyczną częścią zachodniej Małopolski, nad rzeką Czarną Przemszą i Brynicą, na Wyżynie Śląskiej, na terenie Górnośląsko-Zagłębiowskiej Metropolii, Górnośląskiego Okręgu Przemysłowego (GOP) i konurbacji katowickiej.
Będzin jest historyczną stolicą regionu Zagłębia Dąbrowskiego oraz częścią dawnej ziemi krakowskiej Małopolski. Należy do najstarszych miast (w 1358 nadanie magdeburskich praw miejskich) Małopolski i województwa śląskiego. Był miastem królewskim Korony Królestwa Polskiego w tenucie będzińskiej w powiecie proszowskim województwa krakowskiego w końcu XVI wieku.
Jest siedzibą władz powiatu będzińskiego (starostwo). Stanowi ośrodek handlowy, finansowo-gospodarczy (przemysł, energetyka) (wschodnia części Górnośląskiego Okręgu Przemysłowego), administracyjny i kulturalno-oświatowy regionu; rozwijają się funkcje turystyczne.

## Położenie
Położenie matematyczno-geograficzne
Wyznaczają go współrzędne geograficzne:
19°03′30″E – 19°11′16″E (rozciągłość równoleżnikowa)
50°22′13″N – 50°18′05″N (rozciągłość południkowa).
Geometryczny środek miasta opisują współrzędne: 19°07′23″E i 50°20′09″N.
Położenie historyczno-geograficzne
Będzin położony jest w odległości 12 km od stolicy województwa śląskiego – Katowic, 5 km od centrum Sosnowca i 4 km od Dąbrowy Górniczej, na terenie Zagłębia Dąbrowskiego w Małopolsce (w skład którego wchodzą m.in. pobliskie miasta: Sosnowiec, Dąbrowa Górnicza, Czeladź, Wojkowice, Sławków i Siewierz) na pograniczu z Górnym Śląskiem.
Położenie fizycznogeograficzne
Pod względem regionalizacji fizycznogeograficznej Polski według J. Kondrackiego (2002) Będzin leży na obszarze prowincji Wyżyna Śląsko-Krakowska (341), makroregionu Wyżyna Śląska (341.1) oraz mezoregionów: Wyżyna Katowicka (341.13) i Garb Tarnogórski (341.12).
Wyżyna Katowicka stanowi środkową część Wyżyny Śląskiej. Na węglonośnym podłożu skał karbońskich zalegają dolomity i wapienie środkowego triasu, które w północnej części obszaru tworzą zwarte wyniesienia Garbu Tarnogórskiego.
Pod względem ukształtowania powierzchni w obrębie Wyżyny Katowickiej można wyróżnić kilka regionów, na pograniczu których położony jest Będzin: Płaskowyż Bytomsko-Katowicki o wys. 240–260 m n.p.m., Kotlinę Mysłowicką nad Przemszą i Wysoczyznę Dąbrowską (ponad 300 m n.p.m.).
Natomiast w obrębie Garbu Tarnogórskiego obszar Będzina obejmuje część Garbu Ząbkowickiego i Płaskowyżu Twardowickiego z jego najwyższym wzniesieniem – Górą Świętej Doroty (382 m n.p.m.).
Położenie administracyjne i granice
Pod względem administracyjnym Będzin jest miastem powiatowym (siedziba władz powiatu ziemskiego) województwa śląskiego.
Graniczy z następującymi miastami: Sosnowcem (powiat grodzki) od południa, Dąbrową Górniczą (powiat grodzki) od wschodu, Czeladzią od zachodu i południowego zachodu, na krótkim odcinku na rzece Brynica z Siemianowicami Śląskimi (rejon Boleradza), Wojkowicami od zachodu oraz gminą wiejską Psary (miejscowości: Psary, Gródków, Sarnów i Preczów) od północy.
Długość granic Będzina: 37,62 km.

## Warunki naturalne
- Wysokość n.p.m. i rzeźba terenu

najwyższa: 382 m (Góra Świętej Doroty w Grodźcu)
najniższa: ok. 255 m (dolina Czarnej Przemszy w Małobądzu).
Miasto ma urozmaiconą rzeźbę terenu z najwyższymi wzniesieniami: Góra św. Doroty (Dorotka) (382 m n.p.m.), Parcina (354 m), góra Kijowa (Kamionka) (345,5 m), Wzgórza Małobądzkie (308 m) ze wzniesieniem Syberki (ok. 300 m), wzniesienia Warpia (297 m) oraz Góra Zamkowa (285 m).
- Hydrografia

Przez miasto na długości ok. 8 km przepływa Czarna Przemsza wraz z Pogorią i Potokiem Psarskim. Cały obszar miasta leży w zlewni Przemszy w dorzeczu Wisły.
- Całkowita powierzchnia miasta: 37,39 km²[1] (ok. 9,24% powierzchni powiatu będzińskiego), z tego:

użytki rolne: 48%
użytki leśne: 5%

## Przyroda i jej ochrona
Pomniki przyrody
Na terenie miasta znajdują są 94 drzewa uznane w latach 1992–1994 za pomniki przyrody, w tym 46 drzew pojedynczych oraz aleja kasztanowa, składająca się z 48 drzew; ochroną objęto 18 gatunków drzew i krzewów; większość pomnikowych okazów znajduje się w parku Ciechanowskich w Grodźcu.
Obszary chronionego krajobrazu
Uchwałą Rady Miejskiej w Będzinie z 23 VI 1993 powołano na terenie miasta trzy obszary chronionego krajobrazu o charakterze wyspowym, mające na celu zachowanie krajobrazów o wysokich wartościach ekologicznych i estetycznych oraz przywrócenia właściwej jakości środowisku naturalnemu i wykorzystaniu go do celów rekreacyjno-turystycznych:
- „Góra Zamkowa” – pow. 6,7 ha; obejmuje wzgórze wraz z zamkiem, parkiem (graby, buki, jesiony, jawory, klony, lipy drobnolistne, dęby szypułkowe, robinia akacjowa, kasztanowiec zwyczajny; siedliska grądowe) i podziemiami; park został założony przez Jana Gręborskiego w 1801 r.
- „Góra Św. Doroty” w Grodźcu – pow. 147,3 ha; wspaniały punkt widokowy o wysokich walorach krajobrazowych; dobrze wykształcone zarośla śródpolne, zwane czyżniami oraz pozostałości muraw kserotermicznych; w drzewostanie dominują brzozy brodawkowate, robinie akacjowe, buki, dęby, jesiony, klony.
- „Las Grodziecki” – 149,3 ha; kompleks leśny (jesiony, jawory, klony, brzozy, dęby szypułkowe, sosny i świerki w wieku ponad 100 lat) z wilgotnymi łąkami; jedyna ostoja fauny leśnej w mieście (myszołów, jastrząb, strzyżyk, dzięcioł duży, grubodziób, sarna europejska, lisy i dziki);
- „Góra Parcina” – proponowany na wzgórzu Parcina w Grodźcu; wartości krajobrazowe, roślinność kserotermiczna – łąkowa.

Zespoły przyrodniczo-krajobrazowe (proponowane)
- „Góra Kijowa” (tzw. Kamionka) w Grodźcu – bogactwo form rzeźby, zjawiska krasowe i erozyjne, mozaika lasów liściastych, muraw kserotermicznych, łąk, zarośli śródpolnych, upraw rolnych;
- „Park Gzichowski” przy pałacu Mieroszewskich na Gzichowie – 2,62 ha, zabytkowy park założony na początku XIX w.; drzewostan częściowo pochodzący z XX w. – najstarsze okazy to ponad stuletnie jesiony (180-, 160- i 130-letni), 170-letni dąb szypułkowy i grupa 30 jesionów i lip pochodzących z XIX w.; w parku zachowane barokowe figury Bachusa i Flory z piaskowca z 1718 r. autorstwa Georga Leonharda Webera (ok. 1670/75 – ok. 1732), rzeźbiarza świdnickiego związanego z Wrocławiem;
- „Park Ciechanowskich” w Grodźcu – 5,69 ha, park założony w XIX w. z wieloma pomnikowymi drzewami (m.in.: jesion wyniosły, buk pospolity, grab pospolity), objętymi ochroną prawną;
- „Na północ od KWK Grodziec” – występowanie starych zwałowisk i wyrobisk pogórniczych oraz cennych przyrodniczo zbiorowisk łąkowych.

Użytki ekologiczne (planowane i proponowane)
- „Łęg na Gzichowie” (dolina Potoku Brzozowickiego z rozlewiskami) – rejon osiedla przy ul. Namiarkowej – łęg olszowo-jesionowy, lęgowiska 11 gatunków ptaków;
- „Dolina Potoku Psarskiego” (Łagisza) – unikatowe wilgotne łąki kruszczykowo-mieczykowych z roślinami chronionymi oraz stanowiska lęgowe 3 gatunków ptaków;
- „Łagisza-Odkrywkowa” – łąka storczykowa;
- „Łąki w Starej Łagiszy” przy ulicy Dąbrowskiej (Łagisza) – dobrze rozwinięte zespoły roślinności wilgotnych łąk z gatunkami prawnie chronionymi oraz 3 gatunkami ptaków lęgowych;
- „Łagisza-Bory” – występowanie storczyków, podlegających całkowitej ochronie prawnej, ochrona 7 gatunków ptaków lęgowych;
- „Łąki nad Brynicą” – wilgotne łąki nadrzeczne ze stanowiskami lęgowymi 6 gatunków ptaków;
- „Warpie” – pozostałości dawnej eksploatacji, charakterystyczne formy powierzchni ziemi, roślinność kserotermiczna;
- „Grodziec” – tereny cenne florystycznie (murawy kserotermiczne) i ornitologiczne (14 gatunków lęgowych);
- „Park Rozkówka” w (Grodziec) – 28,9 ha, stanowiska storczyka kruszczyka błotnego oraz innych chronionych gatunków roślin, cenny zespół ptaków.

Inne obiekty o znacznych walorach przyrodniczych
- park „Koszelew” (Warpie) – 4,92 ha, 33 gatunki i odmiany drzew (gł. klony pospolite, kasztanowce białe, brzozy brodawkowate i topole), z których najstarsze osiągają 60 lat;
- park (lasek) „Małpi Gaj” (Gzichów/Brzozowica) – 9,12 ha, bogate zasoby dendroflory;
- park leśny przy willi Ciechanowskich w Grodźcu – 1,89 ha, założony pod koniec XIX w., gł. stare buki.

Będzin jest statutową siedzibą biura Zespołu Parków Krajobrazowych Województwa Śląskiego (utworzony 1 stycznia 2000 r., ul. Krasickiego 25), zarządzającej 8 parkami krajobrazowymi.

## Dzielnice

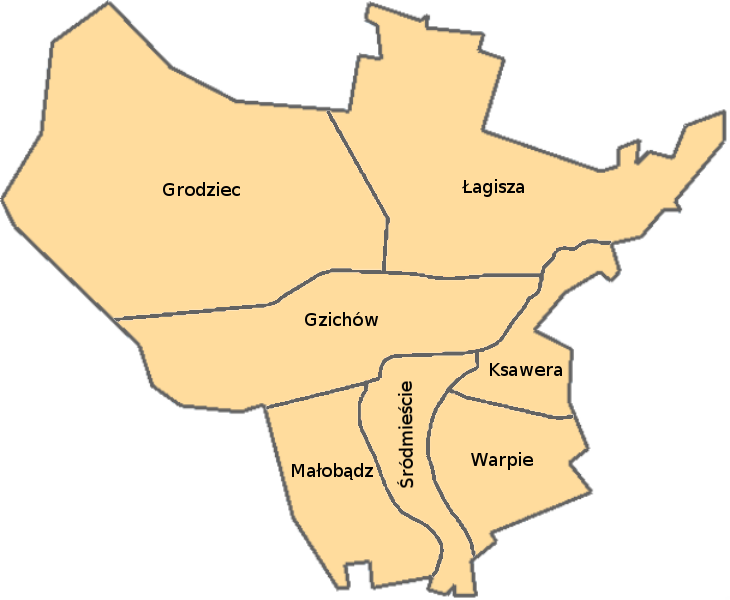
Dzielnice Będzina na mapie

Będzin dzieli się na 7 zasadniczych dzielnic:
- Grodziec (wraz z Boleradzem, Pekinem, Hutą, Bagieńcem, Osówką, Za Górą, Parciną, Jasieniem i in. dawnymi osadami) (od 1975, w latach 1951–1975 miasto) – 1274 ha
- Gzichów (w jego składzie: Brzozowica, osiedle Zamkowe i osiedle „Namiarkowa”) (od 1915) – 563 ha
- Ksawera (wraz z Koszelewem, Zieloną i osiedlem Podskarpie) (od 1923) – 172 ha
- Łagisza (w jej składzie: tzw. Stara Łagisza, Glinice, Jazowe, Pustkowie, Bory, Podłosie i Niepiekło) (od 1973, w latach 1967–1973 miasto) – 863 ha
- Małobądz (w jego składzie osiedla: 27 Stycznia i Górki Małobądzkie) (od 1915) – 400 ha; wyodrębniło się osiedle Syberka
- Śródmieście (wraz ze Starym Miastem (Stary Będzin), Nowym Będzinem, Mrowcami, Podjaziem) – 153 ha
- Warpie (w jego składzie tzw. Kamionka oraz osiedla mieszkaniowe: Warpie–Wschód i Nowe Warpie w budowie) (od 1923) – 283 ha

W latach 1977–1992 dzielnicą były również Wojkowice – obecnie ponownie stanowią samodzielne miasto.

## Nazwa

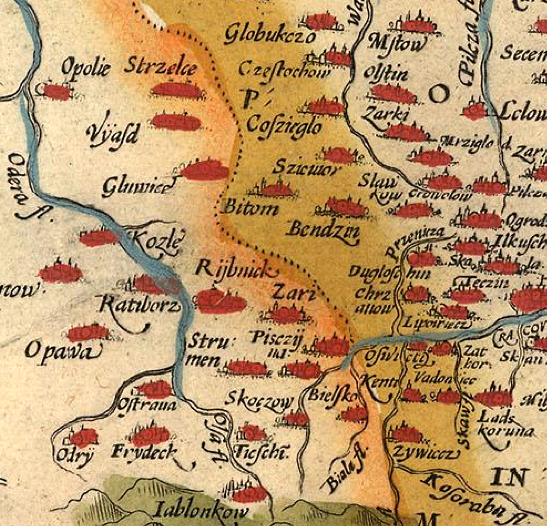
Będzin w granicach Korony Królestwa Polskiego jako Bendzin na mapie Wacława Grodzieckiego wydrukowanej w 1592 roku

Istnieją trzy teorie pochodzenia nazwy „Będzin”:
- pierwsza wywodzi je od imienia osobowego Będa lub Będzan,
- według legendy miano nadać miał miastu (a przy okazji również i okolicznym miejscowościom) – sam Kazimierz III Wielki (według innych wersji Kazimierz I Odnowiciel). Król miał wyrazić się podczas lustracji nadprzemszańskiego grodu iż: Tam rosną dąbrowy, tam sosnowy, tutaj będziem My, tam Pogoń, a tam czeladź nasza, a jeżli tu mało będzie miejsca to reszta stanie za górą,
- trzecia niezależnie od legendy jako źródło nazwy podaje słowo być. Słownik geograficzny Królestwa Polskiego wydany w latach 1880–1906 notuje nazwę miasta Będzin oraz staropolskie Będzyń podając jako źródłosłów nazwy odmianę słowa być – bądź. Słownik wskazuje również podobieństwo do nazwy sąsiedniej wioski Małobądź, która została wchłonięta przez miasto i obecnie jest dzielnicą Będzina o nazwie Małobądz[6].

Nazwę miejscowości w zlatynizowanej formie Bandzyn wymienia w latach (1470–1480) Jan Długosz w księdze Liber beneficiorum dioecesis Cracoviensis. Wymienione są w niej również obecne dzielnice miasta, które wówczas były osobnymi miejscowościami wchłoniętymi przez miasto w procesach urbanizacyjnych: jak Małobądz wymieniony jako Malobandz oraz Łagisza jako Lagyscha.
W swojej historii miasto nazywane też było: Banden, Bandin, Bandzien, Bondin, Bandzen, Bandzin, Bądzin, Bendzin oraz przez okupantów niemieckich (1939–1945) Bendsburg.

## Historia

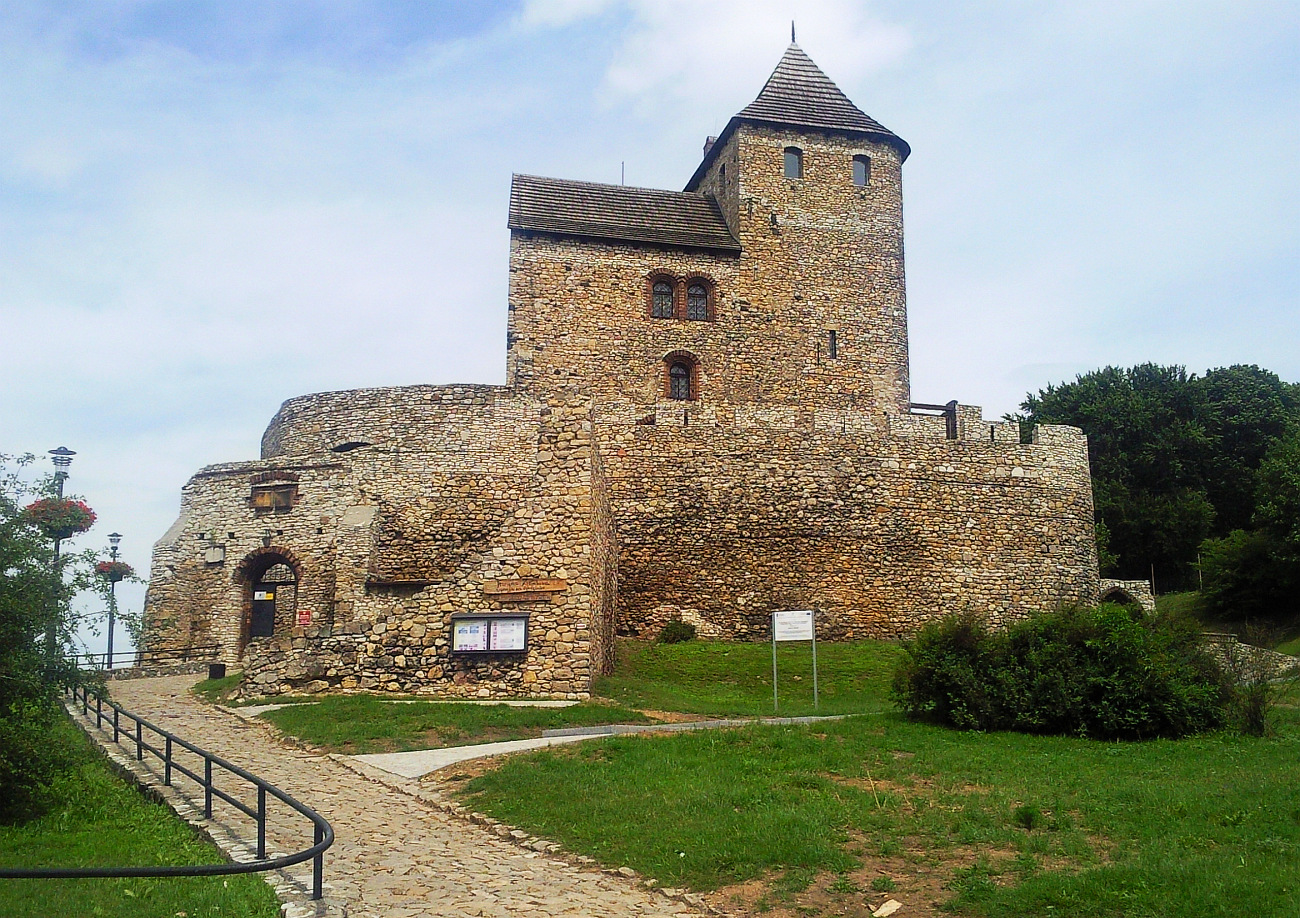
Zamek w Będzinie (widok od strony alei Kołłątaja)

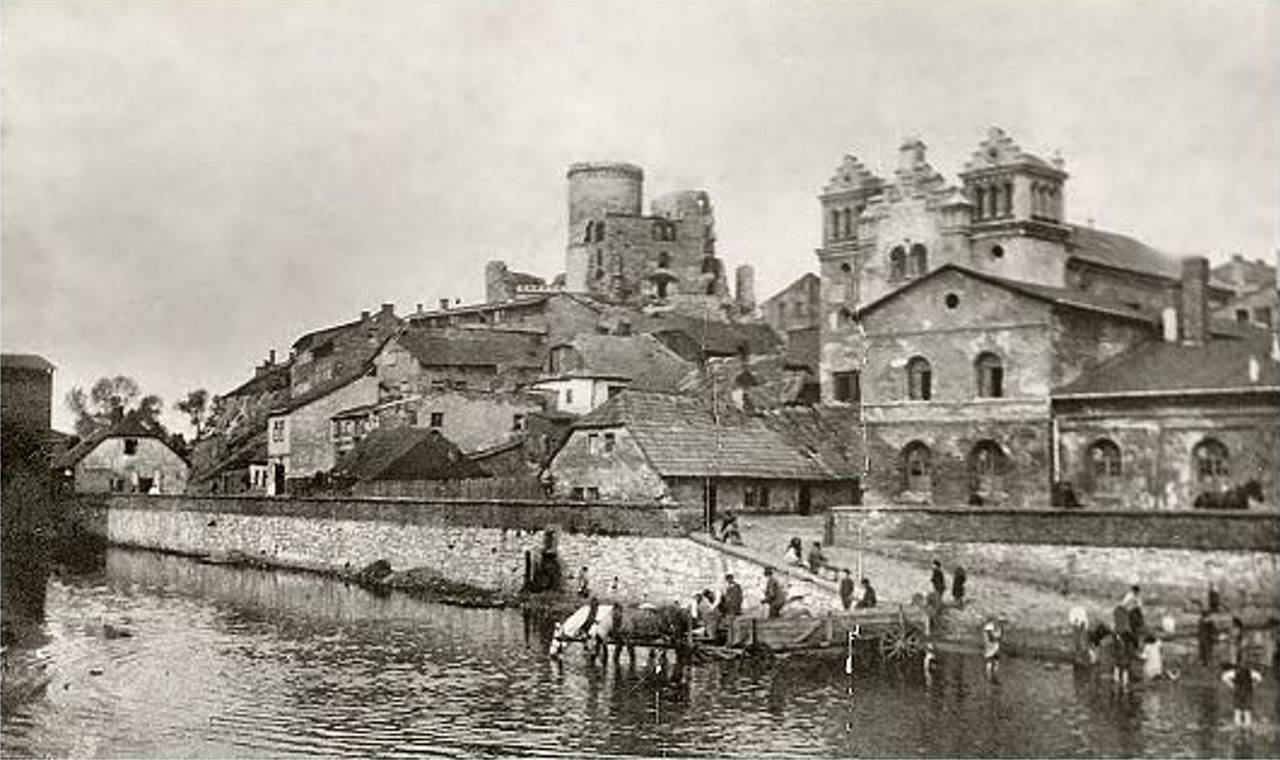
Widok na zamek w Będzinie i synagogę na początku XX w.

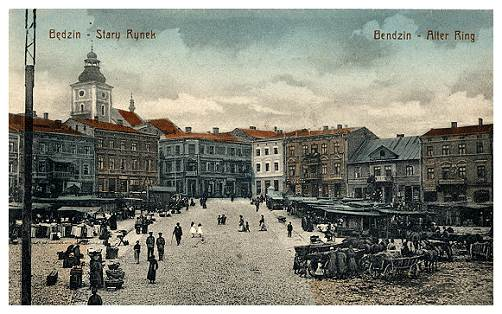
Stary Rynek w Będzinie. Stan pocz. XX w.

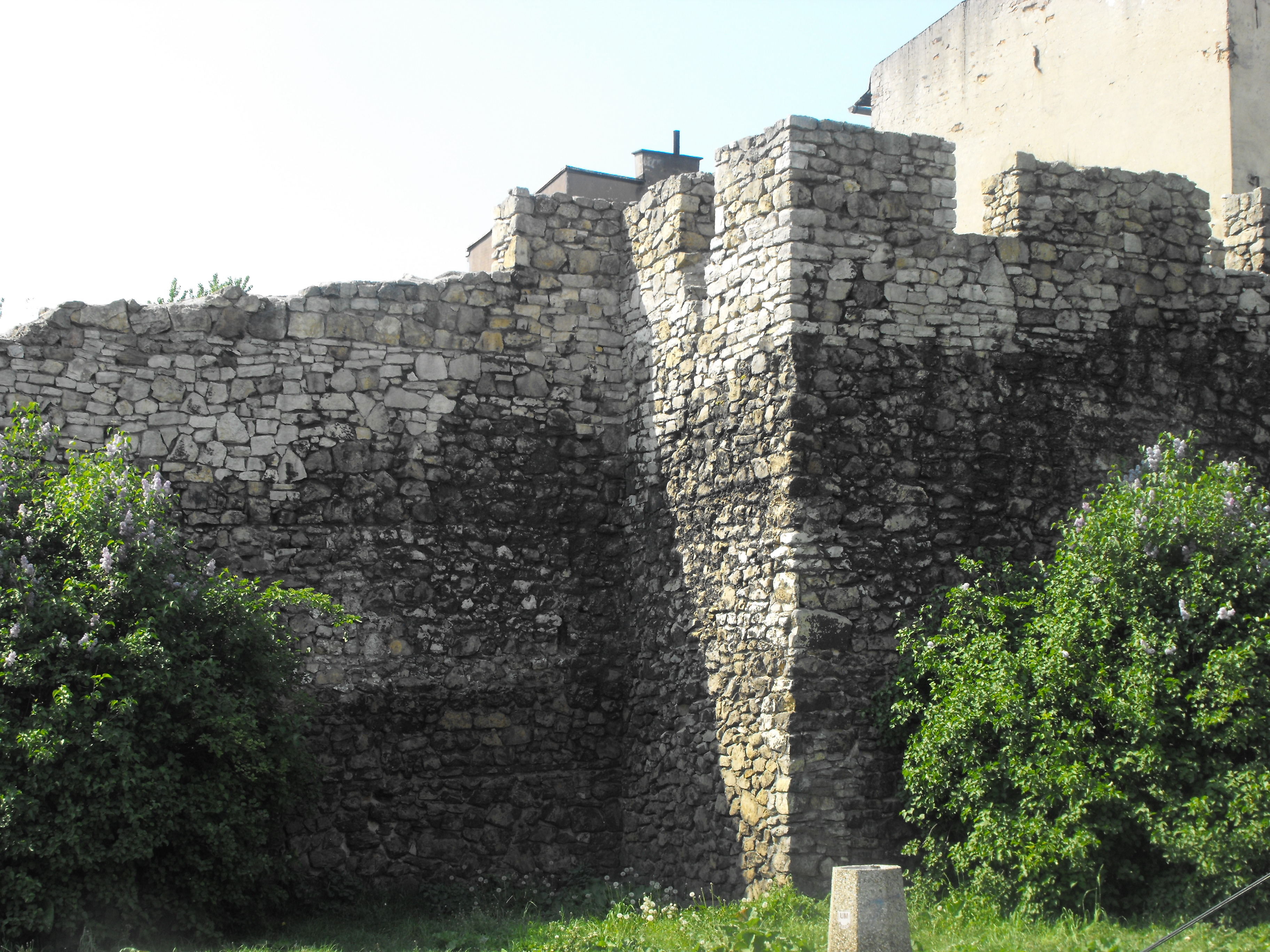
Fragment XIV-wiecznych murów miejskich w Będzinie

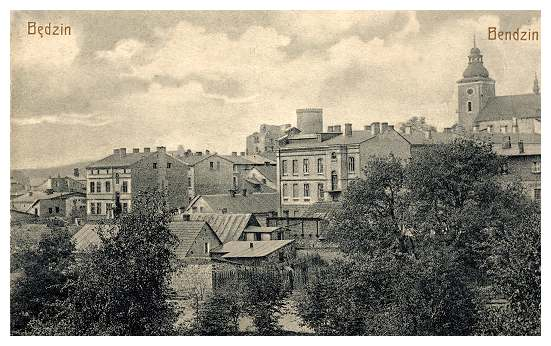
Będzin widok ogólny (stan pocz. XX w.)

Początki osadnictwa na terenie Będzina sięgają pradziejów. W IX w. na miejscu obecnego zamku na nadprzemszańskim wzgórzu wzniesiono gród obronny, który strzegł prastarego szlaku handlowego z Kijowa przez Kraków na Śląsk i do Norymbergi. Najstarsza wzmianka o wsi Będzin pochodzi z 1301 r.. W 1346 powstaje miasto na prawie polskim. Miasto miało być w założeniu twierdzą, broniącą granicy z Rzeszą Niemiecką rządzoną przez Luksemburgów, z którymi Kazimierz Wielki prowadził w latach 1345 do 1348 wojnę. Na miejscu grodu wzniósł kamienną warownię, a osadę targową 5 sierpnia 1358 r. podniósł do rangi miasta na prawie niemieckim (prawo magdeburskie) i otoczył ją kamiennymi murami; co najmniej od tego czasu istniał również będziński Rynek. Pierwszym znanym wójtem był Hinko zwany Ethiopusem.
Miasto swój największy rozkwit przeżywało w epoce jagiellońskiej, dzięki licznym przywilejom królewskim (np. prawo składu soli z 1484 r.).Będzin uzyskał prawo składu w 1464 roku. W 1560 r. kościół św. Trójcy został zajęty przez braci polskich z Ogrodzieńca. Został on zamieniony na zbór braci polskich, a katolicy zostali zmuszeni do uczęszczania do kościoła św. Stanisława w Czeladzi. Mieszczanie rozpoczęli budowę za murami miasta nowego pw. Tomasza Becketa. Zdewastowany kościół św. Trójcy wrócił do katolików na skutek interwencji królewskiej dopiero w 1564 r. Jego odbudowa trwała aż do 1601 r. W 1565 r. Zygmunt August zezwolił na organizację pięciu targów rocznie, których tradycja przetrwała do dziś. W 1589 r. na będzińskim zamku toczyły się rokowania polsko-austriackie w związku z roszczeniami Maksymiliana do korony polskiej, zakończone podpisaniem traktatu bytomsko-będzińskiego. W XVI w. istniała tu zorganizowana gmina żydowska z synagogą, łaźnią i kirkutem poza murami miejskimi (ob. Zawale). W 1655 r. miasto i zamek zniszczył najazd szwedzki, Będzin przeżył najpoważniejszy upadek gospodarczy.

### Okres rozbiorów
Po III rozbiorze Polski jaki nastąpił w 1795 r. Będzin na krótko znalazł się w granicach Królestwa Prus (wszedł w skład Nowego Śląska), a od 1807 r. należał do Księstwa Warszawskiego, aż ostatecznie w 1815 r. znalazł się w granicach Królestwa Polskiego pod panowaniem Imperium Rosyjskiego, czyli w zaborze rosyjskim. Pod koniec XVIII w. dzięki odkryciu pod Dąbrową bogatych złóż węgla zaczęło się jego wydobycie. Powstające kopalnie i huty ołowiu przyczyniały się do gwałtownego rozwoju całego regionu, nazywanego Zagłębiem Dąbrowskim. Ponadto w 1858 r. przez Będzin poprowadzono odnogę Kolei Warszawsko-Wiedeńskiej z Ząbkowic do Sosnowca i na Śląsk. Coraz bardziej wzrastała rola ludności żydowskiej w mieście, która stanowiła wówczas większość (nawet do 80%).
W mieście w okresie zaborów funkcjonowały polskie organizacje społeczne i kulturalne w tym Towarzystwo Gimnastyczne „Sokół” w Będzinie powstałe w 1905 roku, jako jedno z pierwszych w zaborze rosyjskim gniazd Polskiego Towarzystwa Gimnastycznego „Sokół”.
Podczas I wojny światowej miasto i przemysł zostały mocno zniszczone. Powiększył się jednak obszar Będzina poprzez przyłączenie okolicznych wiosek i osiedli robotniczych (Małobądz, Gzichów z Brzozowicą, Ksawera z Koszelewem).

### Okres międzywojenny
Po I wojnie światowej Będzin wraz z całym Zagłębiem Dąbrowskim wszedł w skład województwa kieleckiego II Rzeczypospolitej. W okresie tym nastąpił znaczny rozwój miasta. W latach 20. i 30. XX w. powstały wodociągi, nowy dworzec kolejowy, gimnazjum, liczne budynki użyteczności publicznej. W okresie międzywojennym silne wpływy miał tu ruch komunistyczny, któremu podczas wyborów do Sejmu w 1930 roku udało się nawet wprowadzić posła reprezentującego okręg Będzina.

### II wojna światowa
4 września 1939 r. rozpoczęła się niemiecka okupacja Będzina. W nocy z 8 na 9 września Niemcy podpalili synagogę wraz z modlącymi się w niej Żydami. Część z nich ocalił ks. Mieczysław Zawadzki. Administracja niemiecka zmieniła nazwę miasta na Bendsburg. Pod koniec 1942 r. na terenie Warpia (Kamionka) Niemcy utworzyli getto żydowskie dla ludności żydowskiej (ok. 30 tys.), łącząc go z gettem na sąsiedniej Środuli w Sosnowcu. Na początku sierpnia 1943 r. getto zostało zlikwidowane, a ludność wywieziona do obozów zagłady. 27 stycznia 1945 r. do Będzina wkroczyła Armia Czerwona.

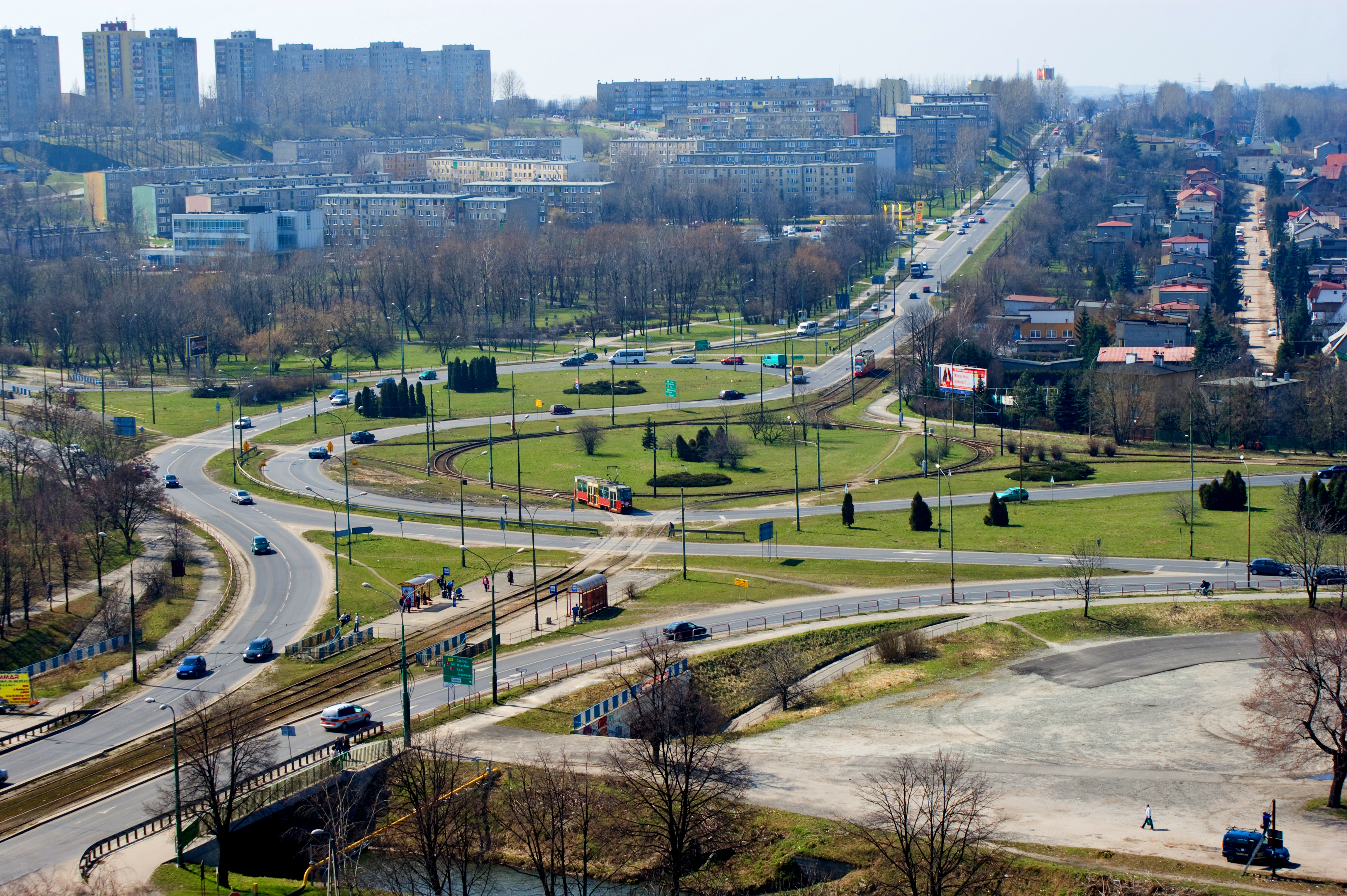
Słynna „Nerka” w Będzinie to jedno z najbardziej skomplikowanych skrzyżowań w Polsce. Łączy jednocześnie pewne funkcje ronda, pętli tramwajowej, węzła samochodowego i skrzyżowania

### Okres powojenny
1 kwietnia 1951, w związku z nadaniem Czeladzi statusu powiatu grodzkiego i planami powiększenia jej granic, od Będzina odłączono kolonię Małobądz, włączając ją do Czeladzi.
Po wojnie odbudowano zamek, w którym urządzono Muzeum Zagłębia, powstały nowe duże osiedla mieszkaniowe (Ksawera, Syberka, osiedle Zamkowe na Gzichowie, osiedle Warpie-Wschód, Górki Małobądzkie). W 1973 r. przyłączono miasto Łagisza, a dwa lata później Grodziec, w wyniku czego obszar miasta wzrósł trzykrotnie. Po wojnie powstało wiele zakładów przemysłowych, z elektrownią „Łagisza” na czele. Jednak w latach 90. wiele z nich upadło (zakłady obuwnicze, cukiernicze, mięsne i inne).
W latach 1974–1976 m.in. w związku potrzebą poprawienia komunikacji największych osiedli Będzina oraz Czeladzi z budowanym w sąsiedniej Dąbrowie Górniczej kombinatem metalurgicznym Huta Katowice (obecnie ArcelorMittal Poland Oddział w Dąbrowie Górniczej) przebudowano układ komunikacyjny miasta. W tym okresie powstała "Nerka", czyli znane ze swojego specyficznego układu drogowego skrzyżowanie ulic Kołłątaja (DW910), Czeladzkiej (DW910), Gzichowskiej i Małobądzkiej. Połączono również linią tramwajową Sosnowiec, Czeladź, Będzin oraz Dąbrowę Górniczą. Przebudowa ta znacząco wpłynęła na układ urbanistyczny historycznego Starego Miasta. Obecna Aleja Hugona Kołłątaja wybudowana została w śladzie ulicy tworzącej północną pierzeję rynku. Aby zmieścić nową szeroką aleję z linią tramwajową pośrodku, projektanci nowego układu drogowego zdecydowali o wyburzeniu znacznej części kamienic na wschodniej i zachodniej pierzei rynku, oraz dużej ilości kamienic znajdujących się w sąsiadujących z rynkiem kwartałach.
Będzin został odznaczony w 1979 roku Orderem Sztandaru Pracy I klasy.
Będzin jest historyczną stolicą Zagłębia.

## Gospodarka
Będzin jest ważnym ośrodkiem przemysłowym we wschodniej części Górnośląskiego Okręgu Przemysłowego. Przemysł reprezentowany jest głównie przez: hutnictwo metali nieżelaznych (Huta Będzin), przemysł energetyczny (elektrownia „Łagisza” i elektrociepłownia „Będzin”), spożywczy i materiałów budowlanych. Do niedawna rozwijało się także górnictwo węgla kamiennego (Kopalnia Grodziec, kopalnia odkrywkowa „Brzozowica”), przemysł obuwniczy (zakłady ButBędzin, d. Chełmek), cementowy (najstarsza w Polsce Cementownia Grodziec), piwowarski i inne.

### Przedsiębiorstwa

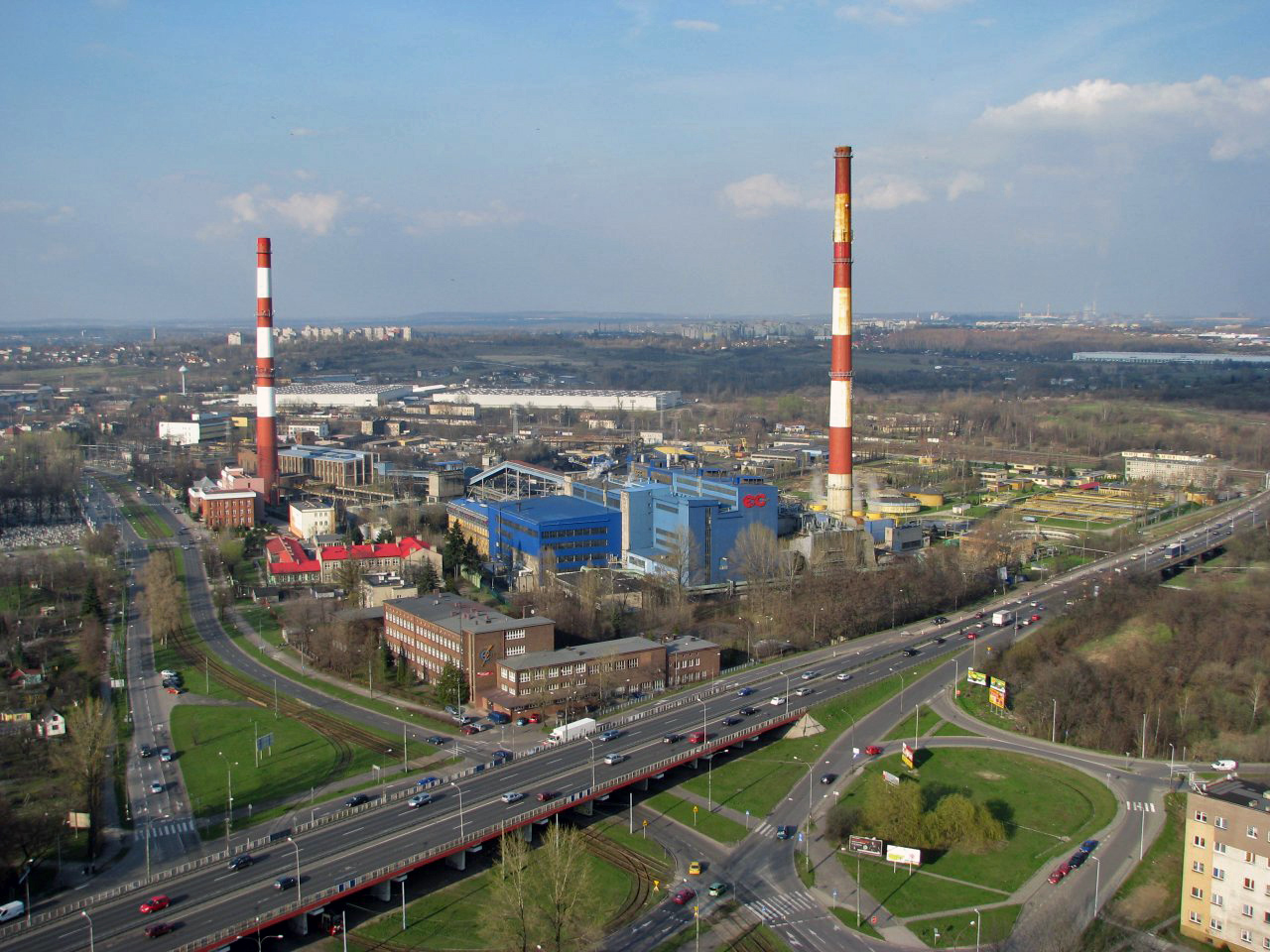
EC Będzin

Do najważniejszych zakładów pracy należą:
- Tauron Wytwarzanie Elektrownia Łagisza – wybudowana w latach 1960–1970 (produkcja energii elektrycznej, produkcja i przesył ciepła, parowa o mocy 840 MW, opalana węglem kamiennym)
- Elektrociepłownia Będzin SA (moc cieplna 280 MW, moc el 78 MW) (Małobądz) – wybudowana 1913 r., wytwarzanie oraz sprzedaż ciepła i energii elektrycznej do miast Zagłębia Dąbrowskiego
- Tauron Dystrybucja. Będziński Zakład Elektroenergetyczny S.A.
- Huta Będzin S.A. (ul. Sielecka) (zał. w 1890 r.) – zlikwidowana
- Fabryka Przewodów Energetycznych S.A. (ul. Sielecka) (zał. w 1928 r.)

### Handel
Będzin jest znacznym i znanym w regionie (i poza nim) ośrodkiem handlowym. W dzielnicy Gzichów (pomiędzy ul. Gzichowską a Czarną Przemszą) w środy i soboty (godz. 6–14) odbywa się targ – jeden z najstarszych i największych w południowej Polsce. Na obszarze 4,5 ha znajduje się ok. 1500 stoisk i kramów. W ciągu soboty liczba klientów wynosi ponad 10 tysięcy osób (w środy nieco mniej). Przebudowa zakończyła się w 2012 roku, teren został ogrodzony, a co niedzielę odbywa się na tym terenie „Klasyczna Niedziela” podczas której zjeżdżają się zabytkowe samochody z całego regionu. Targowiskiem Miejskim zarządza spółka Interpromex, która jest w 100% własnością miasta.

## Transport
Będzin posiada bardzo dogodne połączenie drogowe z resztą kraju – leży na skrzyżowaniu dwóch ważnych tras szybkiego ruchu: drogi krajowej nr 94 biegnącą ze Zgorzelca do Korczowej i drogi krajowej nr 86 biegnącej z Podwarpia do Tychów, która 11 kilometrów dalej łączy się z drogą ekspresową S1. Przez miasto przebiega także droga wojewódzka nr 910 (al. Kołłątaja – ul. Czeladzka; część dawnego szlaku Kraków-Wrocław).
W odległości 23 km (drogą przez Gródków) znajduje się Międzynarodowy Port Lotniczy w Pyrzowicach

### Kolej

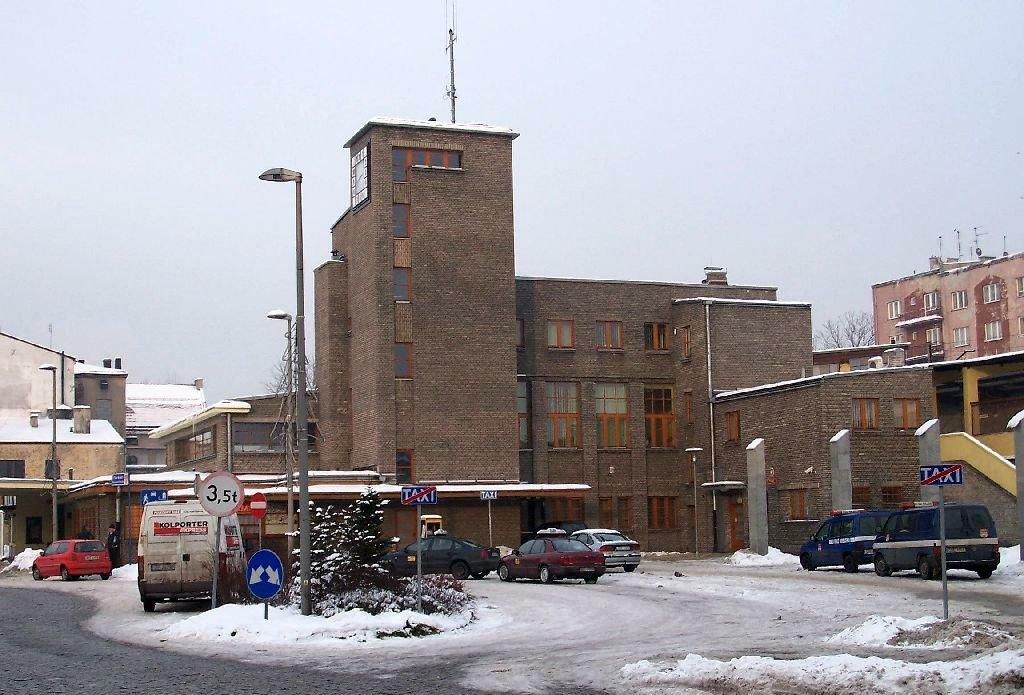
Dworzec kolejowy Będzin Miasto

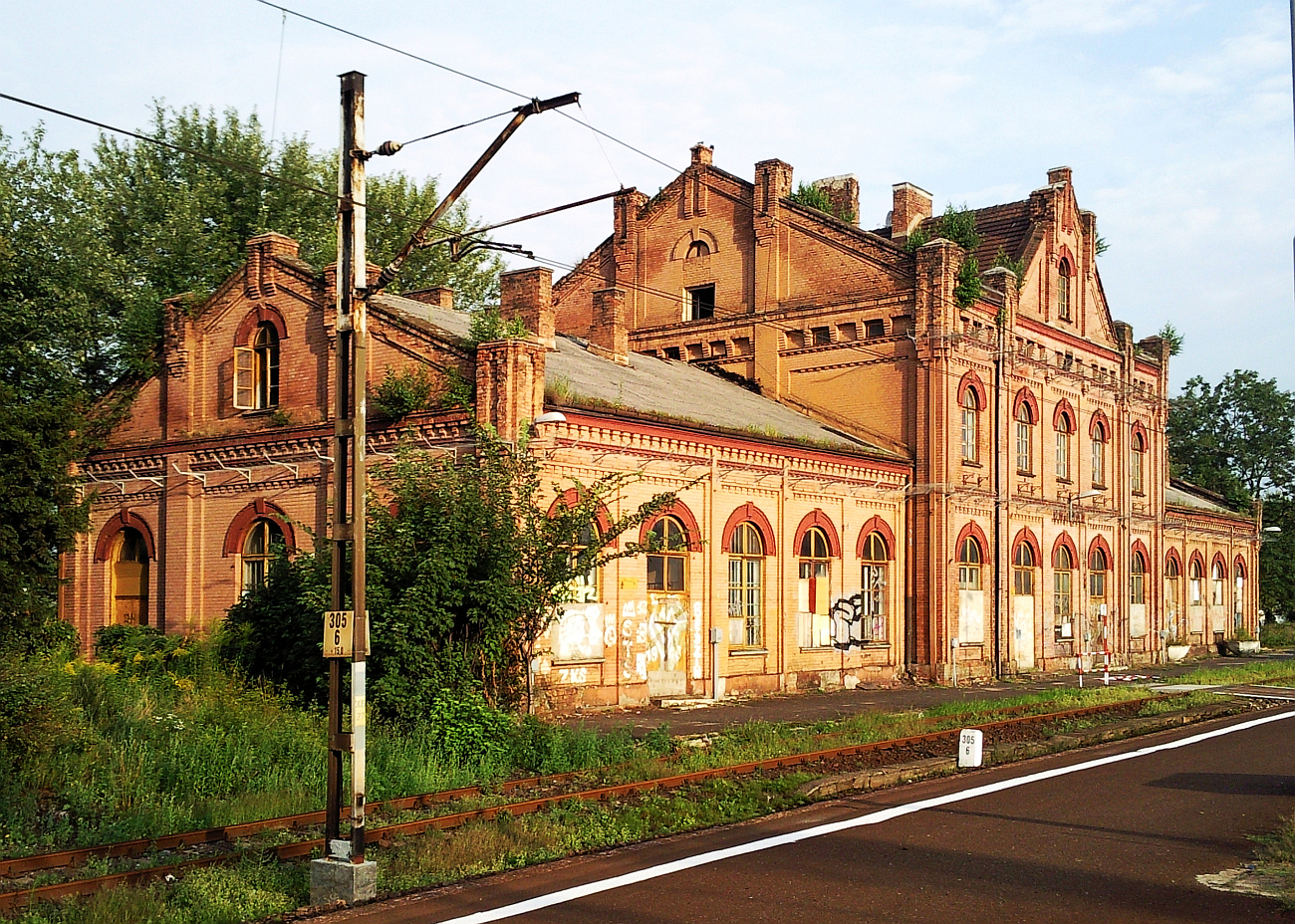
Stacja kolejowa Będzin

Przez Będzin przebiegają dwie linie kolejowe:
- nr 1 (Warszawa Centralna – Katowice) obsługująca ruch pasażerski oraz towarowy.
- nr 183 (Dąbrowa Górnicza Ząbkowice – Brzeziny Śląskie) obsługująca tylko ruch towarowy na odcinku Dąbrowa Górnicza Ząbkowice – Będzin Grodziec.

Pierwszą linię kolejową otwarto w Będzinie w 1859 r. jako odnogę kolei warszawsko-wiedeńskiej. W mieście powstały wtedy dwie stacje: Będzin Miasto i Będzin. W okresie późniejszym powstała trzecia stacja Będzin Ksawera. Na stacjach tych obsługiwana jest komunikacja podmiejska realizowana przez spółkę Koleje Śląskie na trasie:
- Częstochowa – Zawiercie – Dąbrowa Górnicza – Będzin – Sosnowiec – Katowice – Gliwice

Dodatkowo na przystanku Będzin Miasto zatrzymują się pociągi przyspieszone relacji:
- Częstochowa – Zawiercie – Będzin – Katowice – Bielsko-Biała – Żywiec – Zwardoń
- Częstochowa – Zawiercie – Będzin – Katowice – Pszczyna – Skoczów – Ustroń – Wisła,

oraz wybrane pociągi dalekobieżne uruchamiane przez spółkę PKP Intercity.

### Komunikacja miejska
System komunikacji miejskiej oparty jest na transporcie autobusowym i tramwajowym.

#### Komunikacja autobusowa
Połączenia autobusowe (52 linie, ponad 100 przystanków ZTM) umożliwiają bezpośredni dojazd podróżnych do następujących miast: Bytom, Czeladź, Dąbrowa Górnicza, Katowice, Sosnowiec, Wojkowice, Piekary Śląskie, Siemianowice Śląskie, Siewierz, Sławków oraz do większości miejscowości wiejskich powiatu będzińskiego (Sarnów, Gródków, Psary, Malinowice, Strzyżowice, Toporowice, Góra Siewierska, Mierzęcice, Przeczyce, Bobrowniki, Rogoźnik, Boguchwałowice, Nowa Wieś, Wojkowice Kościelne, Targoszyce, Dobieszowice).
Linie autobusowe:
16, 24, 25, 26, 27, 28, 40, 42, 43, 61, 67, 79, 88, 90, 97, 99, 100, 104, 107, 116, 124, 125, 133, 150, 188, 200, 235, 242, 243, 260, 269, 299, 612, 616, 625, 721, 722, 800, 805, 807, 813, 814, 817, 901, 902N, 904N, 916, 921, M19, M23.
W wybranych kursach do Gospodarczej Bramy Śląskiej na terenie Będzina kursują również linie: 84 oraz 638.

#### Tramwaje
Pierwszą linię tramwajową (nr 21) otwarto w Będzinie w 1928 r. (od 18 stycznia do Sosnowca, a od 11 lutego do Dąbrowy Górniczej – 31 października linia została przedłużona na Reden).
Przez Będzin przebiegają trasy 9 linii tramwajowych:
| Linia | Przystanek początkowy        | Przystanek końcowy                     | Miasta                              | Uwagi |
| ----- | ---------------------------- | -------------------------------------- | ----------------------------------- | ----- |
| 21    | Sosnowiec Milowice Pętla     | Dąbrowa Górnicza Tworzeń Huta Katowice | Sosnowiec, Będzin, Dąbrowa Górnicza |       |
| 22    | Czeladź Dworzec              | Dąbrowa Górnicza Tworzeń Huta Katowice | Czeladź, Będzin, Dąbrowa Górnicza   |       |
| 27    | Będzin Osiedle Zamkowe Pętla | Sosnowiec Kazimierz Górniczy Pętla     | Będzin, Sosnowiec                   |       |
| 28    | Będzin Osiedle Zamkowe Pętla | Dąbrowa Górnicza Tworzeń Huta Katowice | Będzin, Dąbrowa Górnicza            |       |

Przez Będzin w kursach zjazdowych i wyjazdowych z zajezdni przebiegają również następujące linie tramwajowe oraz w tych kursach mają następującą trasę:
| Linia | Przystanek początkowy        | Przystanek końcowy                                                           | Miasta                      | Uwagi                               |
| ----- | ---------------------------- | ---------------------------------------------------------------------------- | --------------------------- | ----------------------------------- |
| 15    | Będzin Osiedle Zamkowe Pętla | Katowice Brynów Centrum Przesiadkowe / Sosnowiec Zagórze Rondo Jana Pawła II | Będzin, Sosnowiec, Katowice | Linia kursuje na trasie zmienionej. |
| 24    | Będzin Osiedle Zamkowe Pętla | Sosnowiec Konstantynów Okrzei                                                | Będzin, Sosnowiec           |                                     |
| 26    | Będzin Osiedle Zamkowe Pętla | Sosnowiec Milowice Pętla / Sosnowiec Niwka Kościół                           | Będzin, Sosnowiec           | Linia kursuje na trasie zmienionej. |
| 36    | Będzin Osiedle Zamkowe Pętla | Katowice Brynów Centrum Przesiadkowe                                         | Będzin, Sosnowiec, Katowice |                                     |

Okazjonalnie w Sylwestra oraz większych koncertach odbywających się na Stadionie Śląskim w Chorzowie, jest wydłużana w niektórych kursach linia tramwajowa nr 0. Kursuje ona wtedy na trasie Osiedle Zamkowe Pętla - Katowice Plac Wolności - Chorzów Stadion Śl. Pętla Zach.
Dodatkowo przez teren Będzina w latach 1951-2006 r. kursowała również linia nr 25 relacji Dąbrowa Górnicza Kopalnia Paryż – Będzin – Grodziec – Wojkowice Żychcice Pętla. Obecnie infrastruktura linii jest rozebrana.

## Zabytki

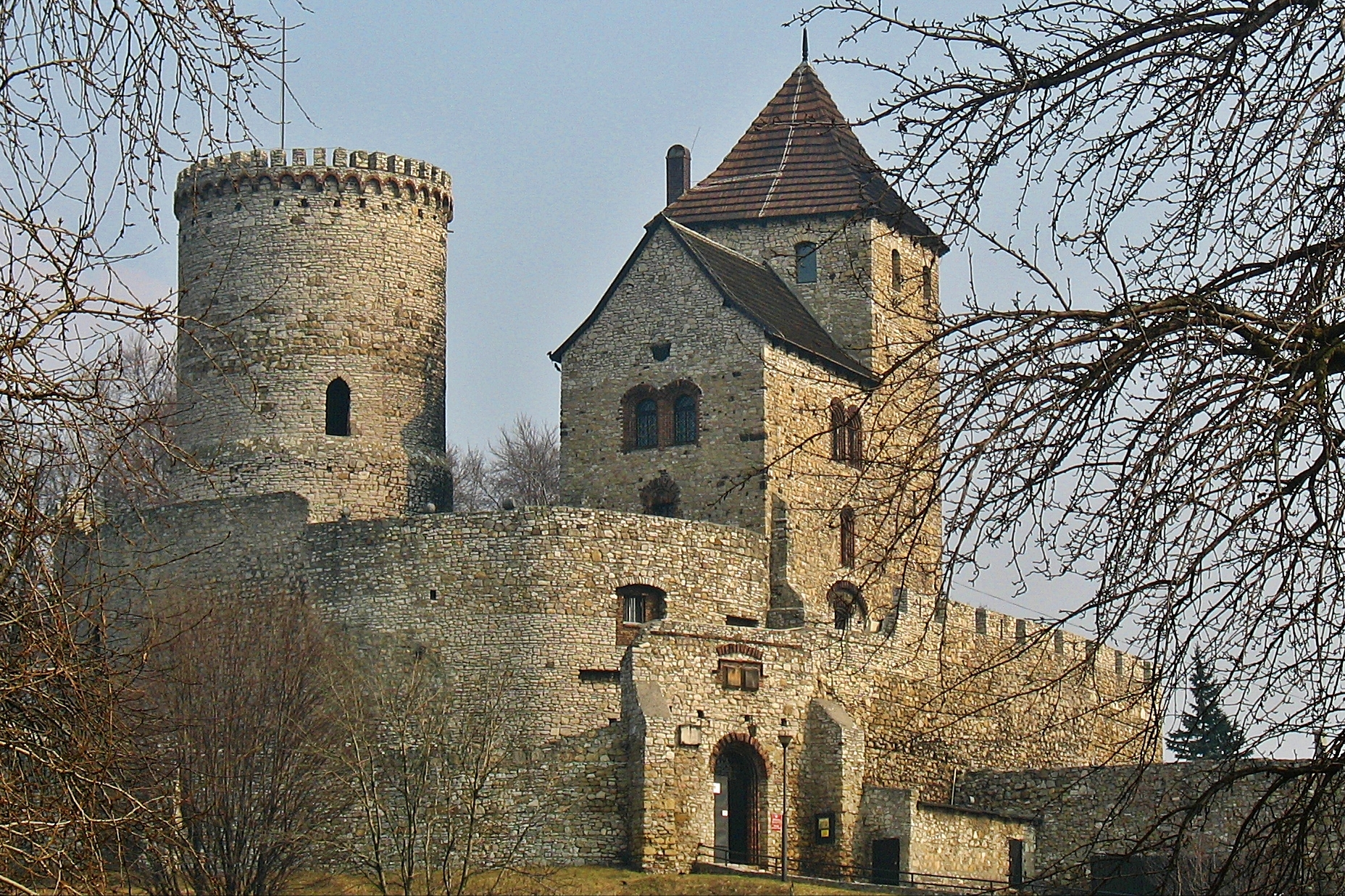
Zamek w Będzinie

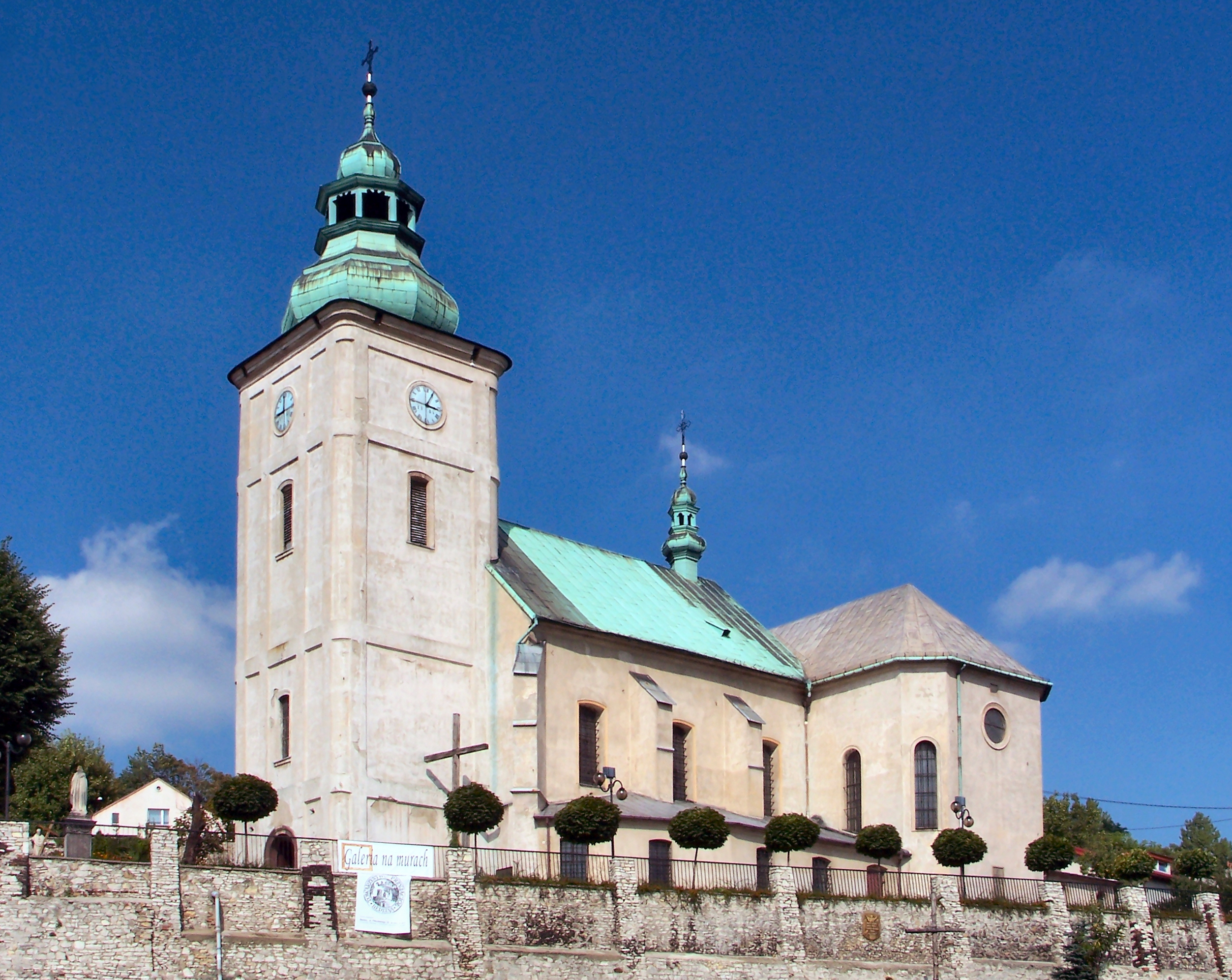
Kościół św. Trójcy w Będzinie

Na terenie Będzina znajduje się 6 obiektów zabytkowych pod ochroną prawną i 80 obiektów zabytkowych pod ochroną konserwatorską, z których do najważniejszych należą:
Śródmieście – Stare Miasto
- średniowieczny układ urbanistyczny miasta wraz ze Wzgórzem Zamkowym
- obronny zamek królewski z XIV w. (odbudowany 1952–56)
- miejskie mury obronne z XIV w. na d. Zaułku i Zawalu
- kościół parafialny pw. św. Trójcy z XIV w.
- kościół cmentarny pw. św. Tomasza z Canterbury (Becketa) z XVIII w. i ok. 20 nagrobków (stary cmentarz na Górze Zamkowej)
- cmentarz żydowski (kirkut) z XVIII/XIX w. na Podzamczu
- synagoga Mizarachi w kamienicy Wienera (ul. Potockiego 3)
- żydowski dom modlitwy Cukiermana w tzw. Bramie Cukiermana (al. Kołłątaja 24)
- Dom Wójtowski (Wjezdny) z 1889 r. z prawdopodobnie XIV-wiecznym gmerkiem Hinko Ethiopusa (Stary Rynek/ul. Czeladzka) (wyremontowany w 2020 r.)
- gmach dawnego Starostwa Powiatowego z 1911 r. (ul. Sączewskiego)
- gmach Starostwa Będzińskiego (d. tzw. Dom Partii) (pl. Jean-Marie Lustigera)
- budynek ING Bank Śląski (ul. Sączewskiego/pl. 3 Maja)
- kolumna upamiętniająca przemarsz wojsk Jana III Sobieskiego w 1683 r. (skwer przy al. Kołłątaja)
- kamienice w Śródmieściu (ul. Małachowskiego)
- hale targowe (d. Wiejski Dom Towarowy) przy ul. Modrzejowskiej/Piłsudskiego
- Dworzec PKP Będzin (Nowy Będzin) z pocz. XX w.

Gzichów
- zespół pałacowo-parkowy Mieroszewskich w Gzichowie z pocz. XVIII w. (ul. Gzichowska)

Grodziec
- Kościół parafialny pw. św. Katarzyny z XVIII w. (rozbudowany 1931–32)
- kościół filialny pw. św. Doroty z 1635 r. (Wzgórze Doroty)
- grodzisko wczesnośredniowieczne na Górze św. Doroty
- zespół pałacowo-parkowy Ciechanowskich z połowy XIX w. (willa i park z pomnikowymi drzewami)
- willa Solvay
- zespół zabudowy byłej cementowni „Grodziec” z XIX w.
- zespół zabudowy Kopalni Węgla Kamiennego „Grodziec”
- kompleks zabudowy osiedla robotniczego Boleradz

Zabytki techniki

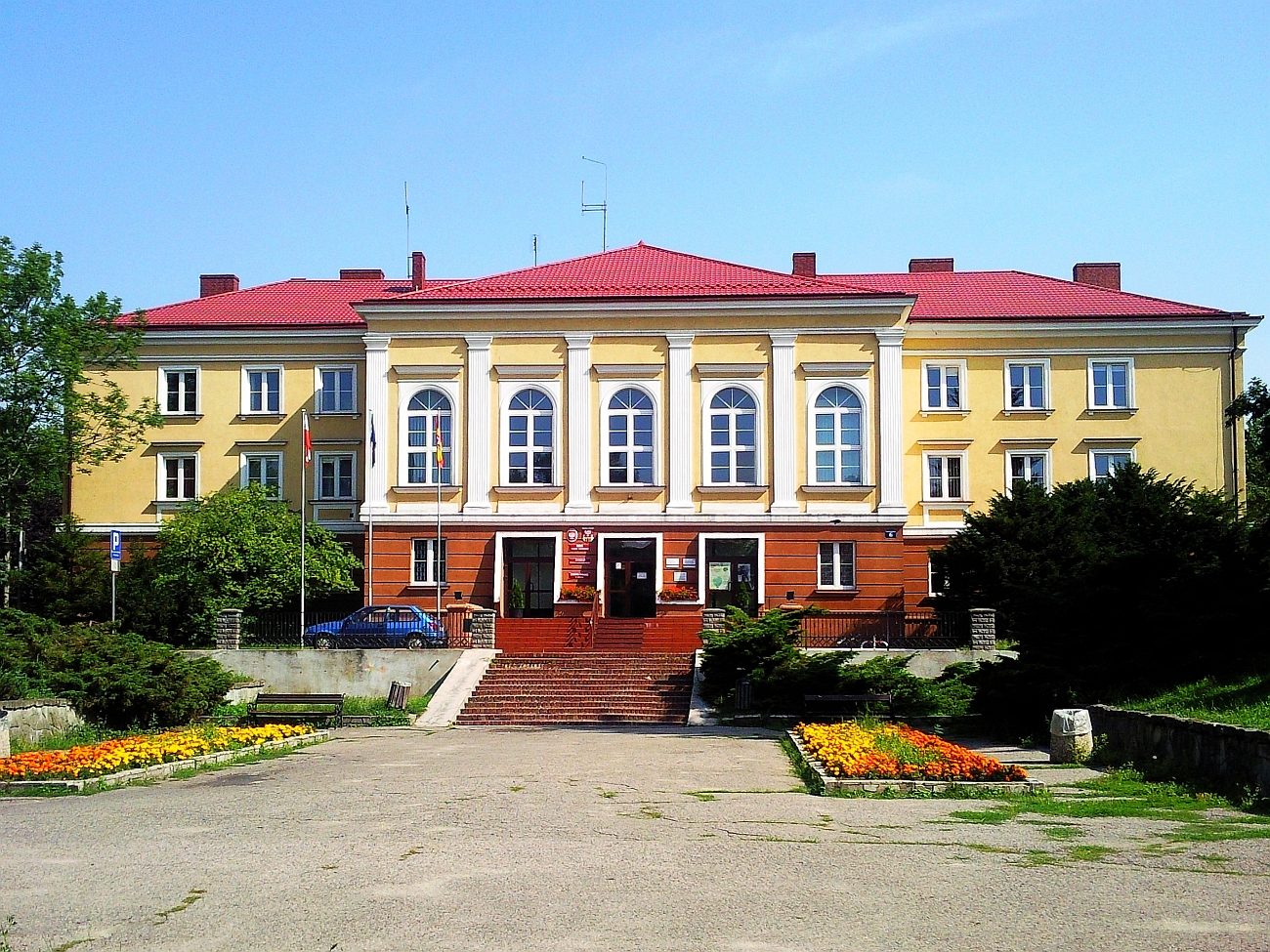
Starostwo Powiatowe w Będzinie

Lista zawiera obiekty zgłoszone do Międzynarodowego Centrum Dokumentacji i Badań Nad Dziedzictwem Przemysłu Dla Turystyki w Zabrzu:
- dworzec kolejowy Będzin Miasto (1931)
- stary dworzec kolejowy Będzin (pocz. XX w.)
- cementownia „Grodziec” (XIX w.)
- kopalnia węgla kamiennego „Grodziec”
- dawny browar grodziecki
- wieża ciśnień w Grodźcu
- osiedle Marii Konopnickiej (tzw. Pekin) w Grodźcu, wzniesienie na przełomie XIX i XX w.[18]
- elektrownia „Łagisza”
- młyn „Będzin” przy ul. Kościuszki

## Turystyka
- Szlaki piesze:

 Szlak Husarii Polskiej – 160 km długości: Będzin – Grodziec – Przełajka – Dąbrówka Wielka – Brzeziny Śl. – Bytom – Piekary Śl. – Kozłowa Góra – Tarnowskie Góry – Repty Śl. – Wieszowa – Mikulczyce – Szałsza – Gliwice – Żernica – Nieborowice – Pilchowice – Rudy – Nędza – rezerwat Łężczok – Markowice – Brzezie – Racibórz – Pietrowice Wlk. – Pietraszyn – Krzanowice; na terenie Będzina 10,2 km (dworzec PKP Będzin Miasto – Góra Zamkowa – zespół pałacowo-parkowy w Gzichowie – osiedle Zamkowe – Las Grodziecki – Góra św. Doroty – Grodziec – Rozkówka – do Przełajki)
 Szlak 25-lecia PTTK – 125 km długości: Chorzów WPKiW – Bytków – Siemianowice Śl. – Czeladź – Grodziec – Łagisza – Zielona – Pogoria – Gołonóg – Kazimierz Górniczy – Ostrowy Górnicze – Balaton – Bory – Maczki – Długoszyn – Sodowa Góra – Jaworzno – Łęg – Brzęczkowice – Słupna – Bolina – Giszowiec – Ochojec – Starganiec – Radoszowy – Załęże – WPKiW; na terenie Będzina 11,4 km (z Czeladzi – Rozkówka – Grodziec park Ciechanowskich – Góra św. Doroty – Łagisza – wzdłuż Czarnej Przemszy – do parku Zielona)
 Szlak Świerklaniecki – 26 km długości: Grodziec – Strzyżowice – Rogoźnik – Wymysłów – Park Świerklaniecki – jezioro Chechło Nakło – Miasteczko Śl.; na terenie Będzina 3,3 km (Grodziec kościół św. Katarzyny – cementownia – g. Parcina – do Wojkowic i Strzyżowic).
- Via Regia (Droga św. Jakuba) do Santiago de Compostella przez Górę św. Doroty lub Czeladź (otwarcie odcinka zagłębiowskiego 8 sierpnia 2010).
- Szlaki i trasy rowerowe:

 Trasa T-1 o długości 15 km: dzielnica Gzichów – osiedle Zamkowe – Las Grodziecki – Góra Św. Doroty – Park Rozkówka. Jest częścią trasy rowerowej nr 6 – „Rowerem po Śląsku”: Kraków – Olkusz – Sławków – Strzemieszyce Wielkie – Gołonóg – Łęknica – Zielona – Ksawera (nad Przemszą) – Będzin – Grodziec – Dąbrówka Wielka – Bobrowniki – Piekary Śląskie – Zabrze Mikulczyce – Rudy – Nędza – Racibórz – Krzanowice.
 Trasa T-2 o długości 11,9 km: Parking przy rondzie „Nerka” – wały przeciwpowodziowe wzdłuż rzeki w kierunku południowym – stacja kolejowa Będzin – wzdłuż torów ul. Kościuszki do Sosnowca – Park Schoena.
 Trasa T-3 o długości 1,2 km: trasa widokowa wokół Góry Św. Doroty, początek trasy zaczyna się przy punkcie widokowym na końcu ul. Chopina i kończy się w tym samym miejscu.
 Trasa T-4 o długości 0,9 km: koniec ul. Chopina pod Górą Św. Doroty – Kościół Św. Doroty – początek ul. Chopina.
 Trasa T-5 o długości 4,3 km: od granicy z Czeladzią przez Baginiec – ul. A. Mickiewicza – trasa T-1.
 Trasa T-6 o długości 3,8 km: Cementownia Grodziec – ul. Kijowska – do ul. Kempy. Na ul. Kempy – kamieniołom Cementowni Grodziec – źródełko – ul. Strzyżowicka – Góra Parcina.
 Trasa T-7 o długości 7,6 km: Las Grodziecki – Las Łagiski – Niepiekło – Pogoria III – Kuźnica Wrężyńska.
 Trasa nr 1 o długości 5,4 km: Zamek w Będzinie – Centrum Sportów Letnich i wodnych Pogoria (Zielona), trasa biegnie wzdłuż rzeki Czarna Przemsza, wałami przeciwpowodziowymi.
- Ścieżki edukacyjne:

 ścieżka przyrodniczo-leśna w Lesie Grodzieckim, ok. 1 km długości.
- Obiekty noclegowe
  - hotel „Cumulus” (Zawodzie)
  - hotel „Allegri” (Małobądz, przy drodze krajowej)
  - hotel „Skarbowiec” (Syberka)
  - Dom Turysty OSiR

## Sport

### Kluby sportowe
- BKS „Sarmacja” Będzin

sekcja piłki nożnej – grający obecnie w A klasie
- RKS Grodziec

sekcja piłki nożnej
sekcja piłki siatkowej (zlikwidowana w 1999r)
sekcja motorowa (zlikwidowana w 1956r)
- MKS MOS Będzin

sekcja piłki siatkowej
- MKS Banimex Będzin
- Klub Jeździecki „Amigo” Grodziec

sekcja jazdy konnej
- Automobilklub „Zamkowy” w Będzinie

sekcja motorowa
- Capoeira Abada
- Zagłębie Steelers

sekcja Futbolu Amerykańskiego
- Klub Sportowy „BuJuKan”

sekcja Aikido

### Kluby sportowe nieistniejące
- Towarzystwo Gimnastyczne „Sokół” w Będzinie
- PTG „Sokół” Będzin
- TS „Hakoah” Będzin
- Klub Tenisowy w Grodźcu
- Klub Sportowy „Solvay” Grodziec
- ZKS „Budowlani” Grodziec
- KS „Gwardia” Będzin
- KS „Stal” Będzin
- RKS „Zagłębianka” Będzin
- MBKS „Pogoń” Łagisza
- WKS „Desant”

## Kultura

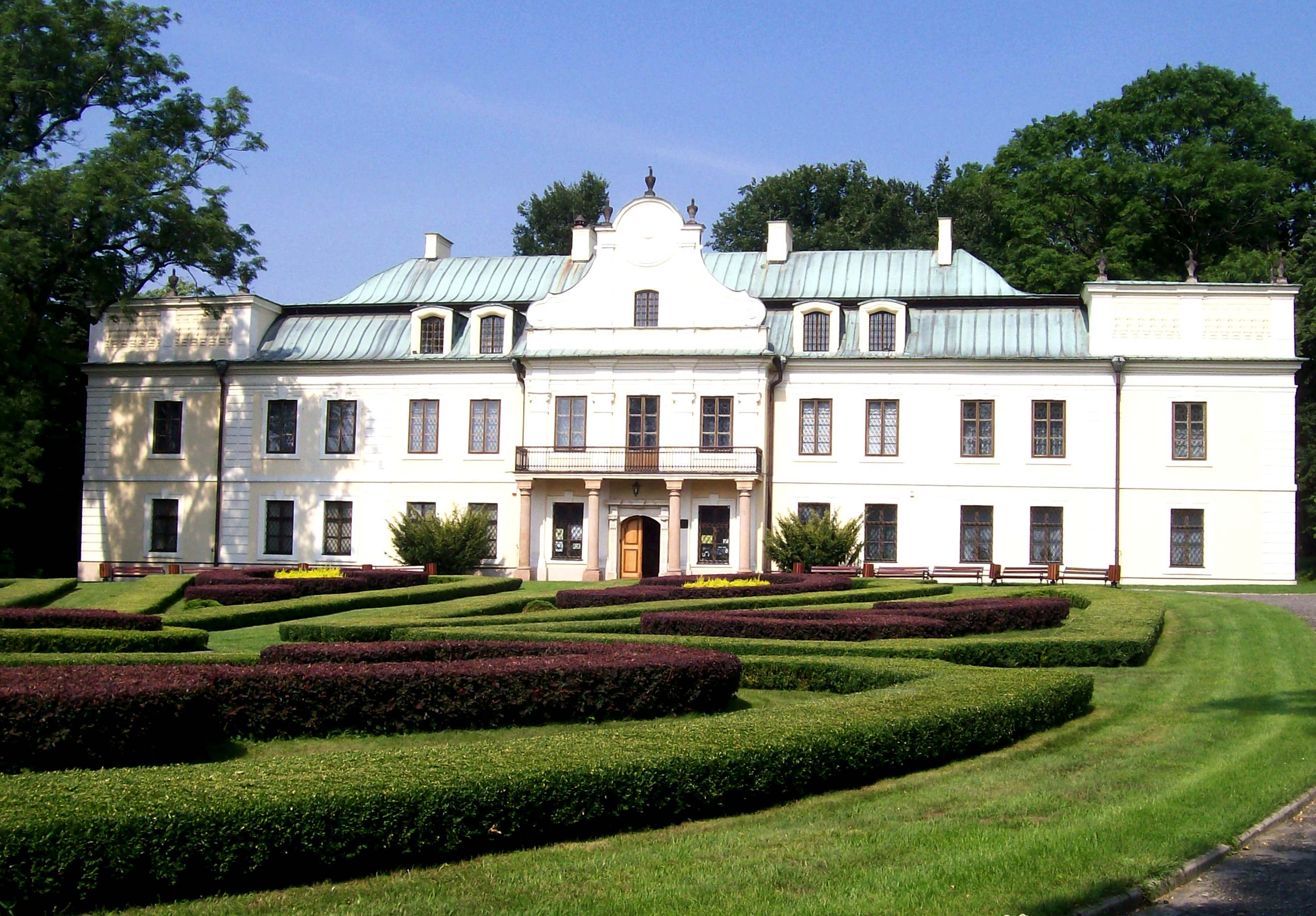
Pałac Mieroszewskich (Gzichów) –
siedziba Muzeum Zagłębia

### Muzea
- Muzeum Zagłębia w Będzinie (Zamek Królewski i pałac Mieroszewskich na Gzichowie)
- Izba Tradycji Komunikacji Miejskiej[19]
- Muzeum, galeria Cafe Jerozolima

### Galerie
- Galeria CZAS
- Letnia galeria „Strych”
- Ośrodek Kultury

### Teatry
- Teatr Dzieci Zagłębia im. Jana Dormana
- Teatr Lalki i Aktora „Arena”
- Teatr Peventorium (Grodziec)

### Kabarety
- Kabaret Klinkiernia (zał. 2004 w Grodźcu)

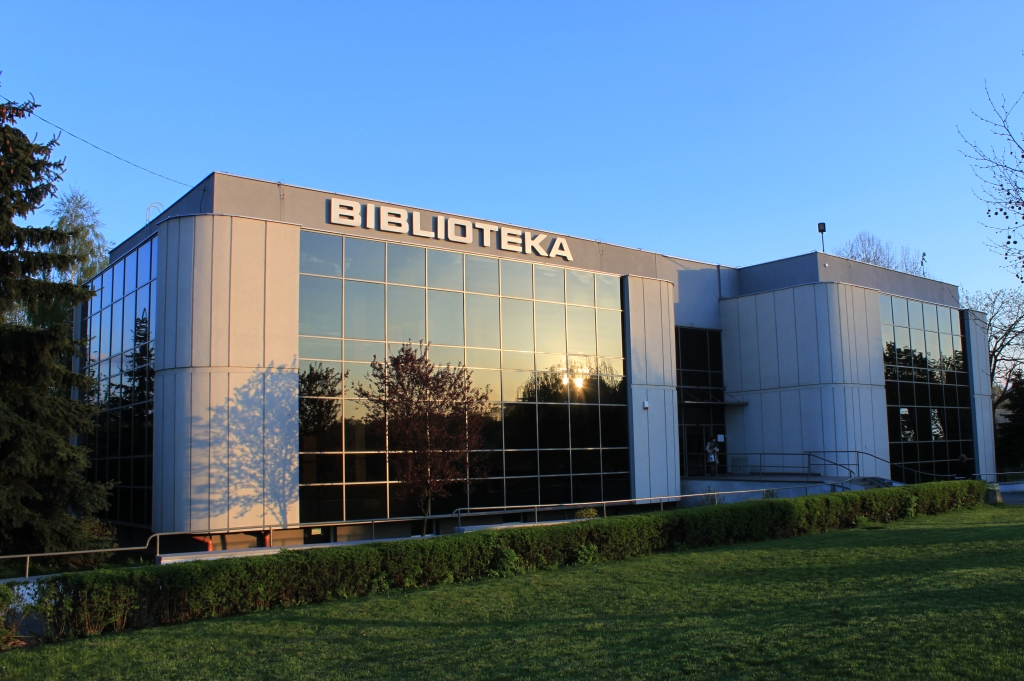
Miejska i Powiatowa Biblioteka Publiczna

### Biblioteki
- Miejska i Powiatowa Biblioteka Publiczna im. Stefana Żeromskiego (8 filii)
- Pedagogiczna Biblioteka Wojewódzka w Katowicach Filia w Będzinie

### Domy i ośrodki kultury
- Ośrodek Kultury (ul. Małachowskiego)
- Stowarzyszenia artystyczne przy Ośrodku Kultury
  - Stowarzyszenie Twórców Kultury Zagłębia Dąbrowskiego (zał. 1984)[20][21]
  - Pracowni Malarstwa Sztalugowego (zał. 1996)[22][23]
  - Stowarzyszenie Promocji Kultury Zagłębia (zał. 2011)[24]

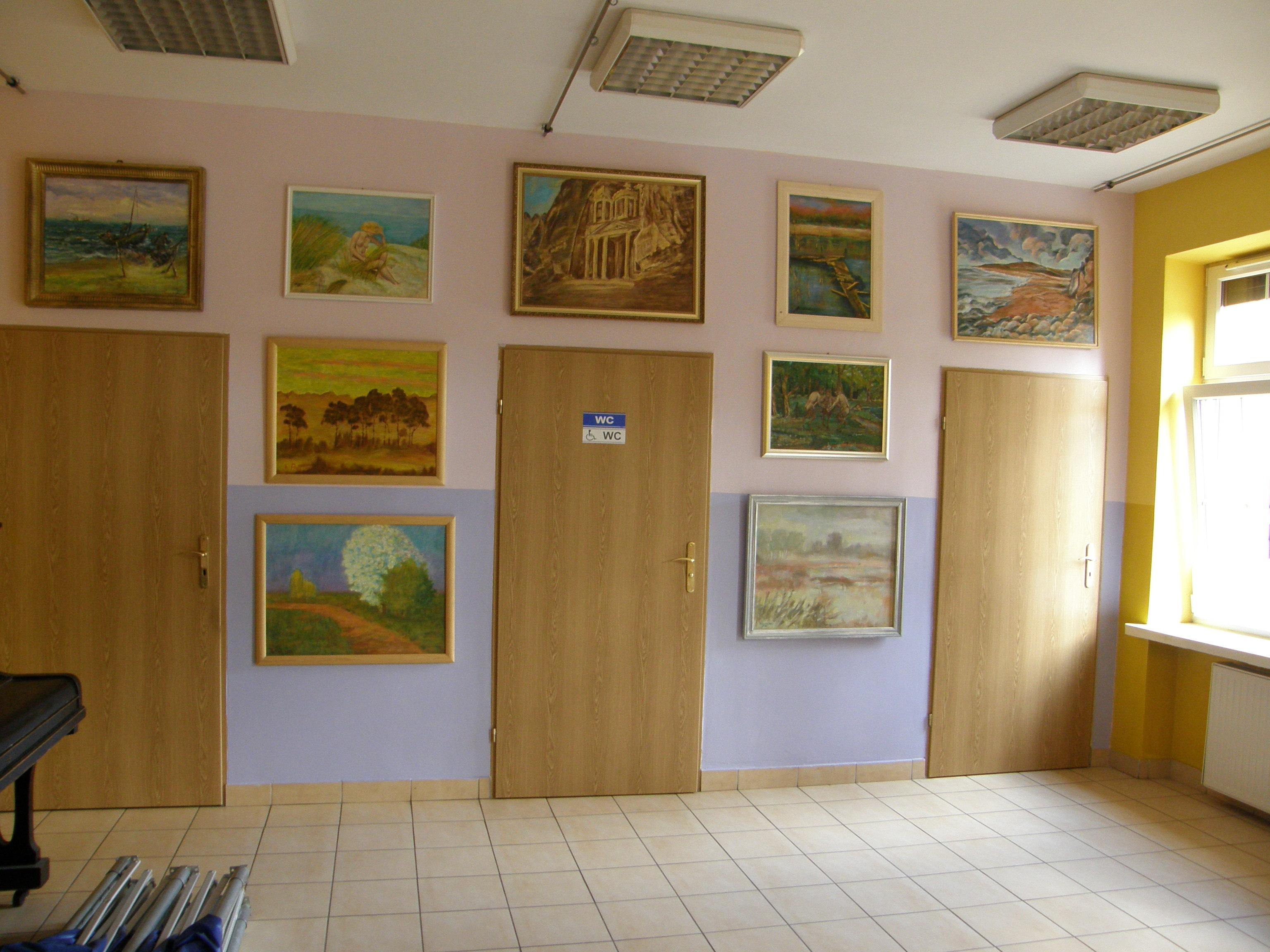
SPKZ, STKZD – wystawa w MCK Tychy, Galeria Pod Dachem
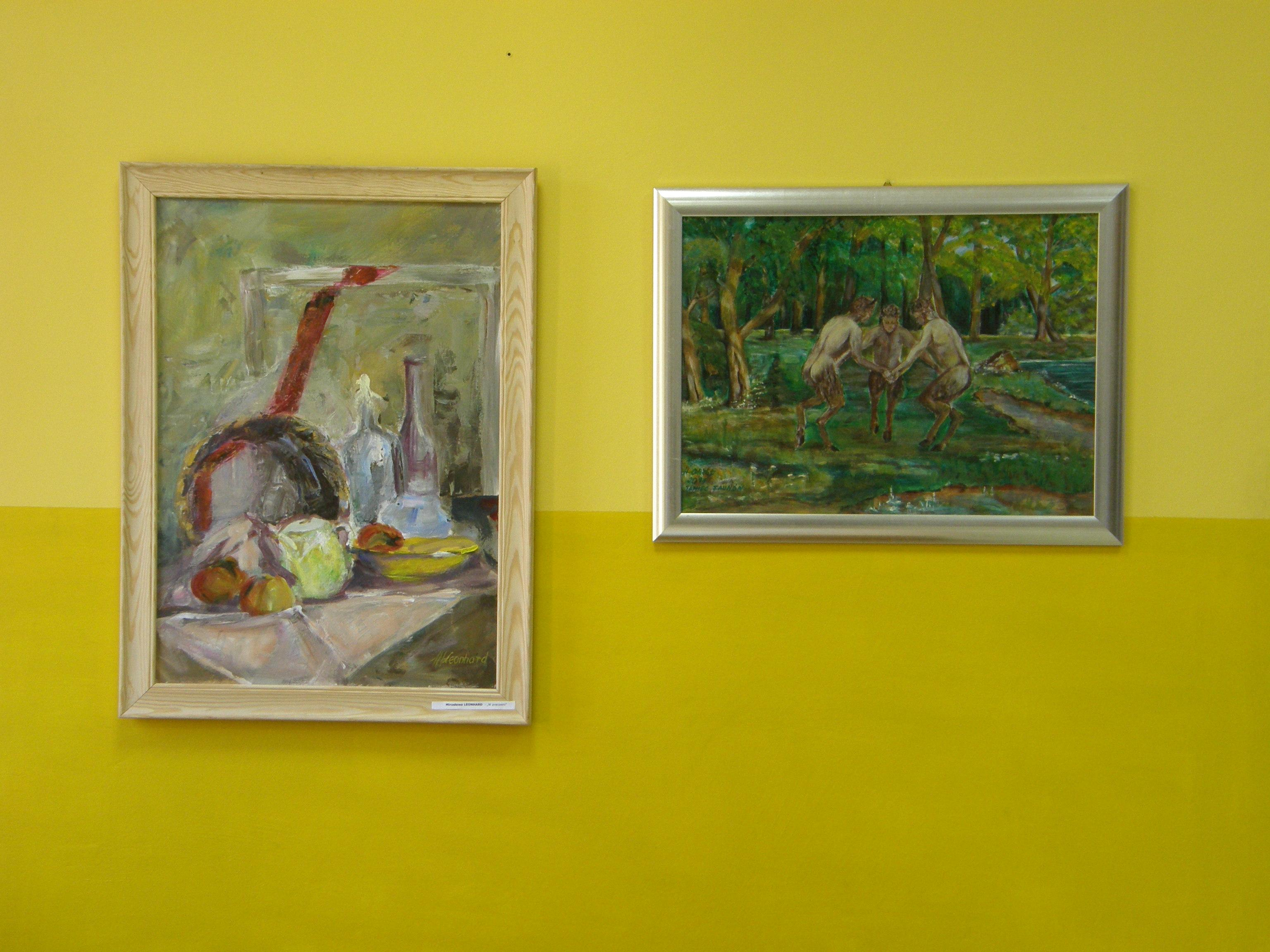
Mirosława Leonhard i Henryka Janina Orzeł – wystawa w MCK Tychy
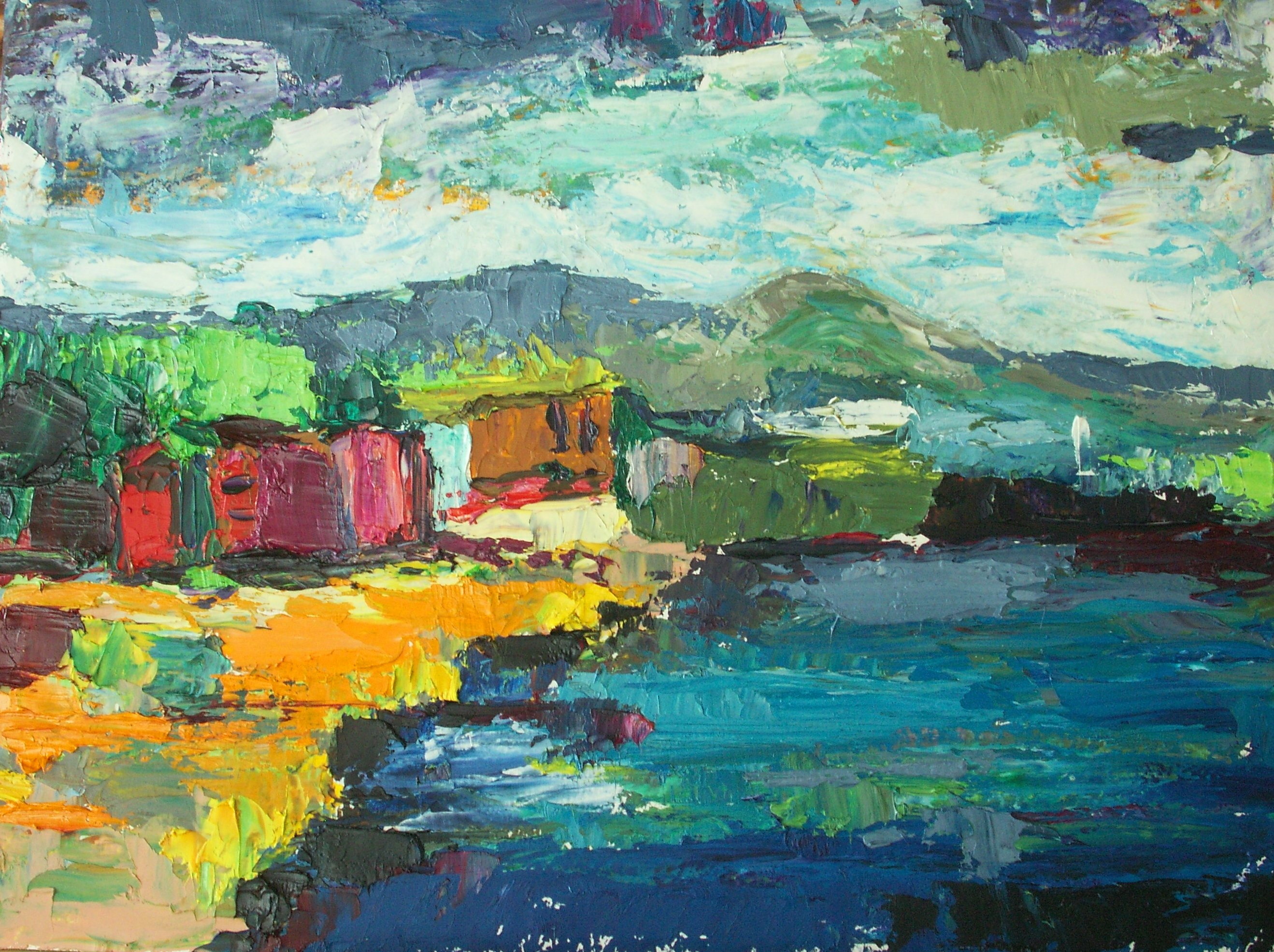
Wybrzeże sycylijskie, Irena Wiltosińska
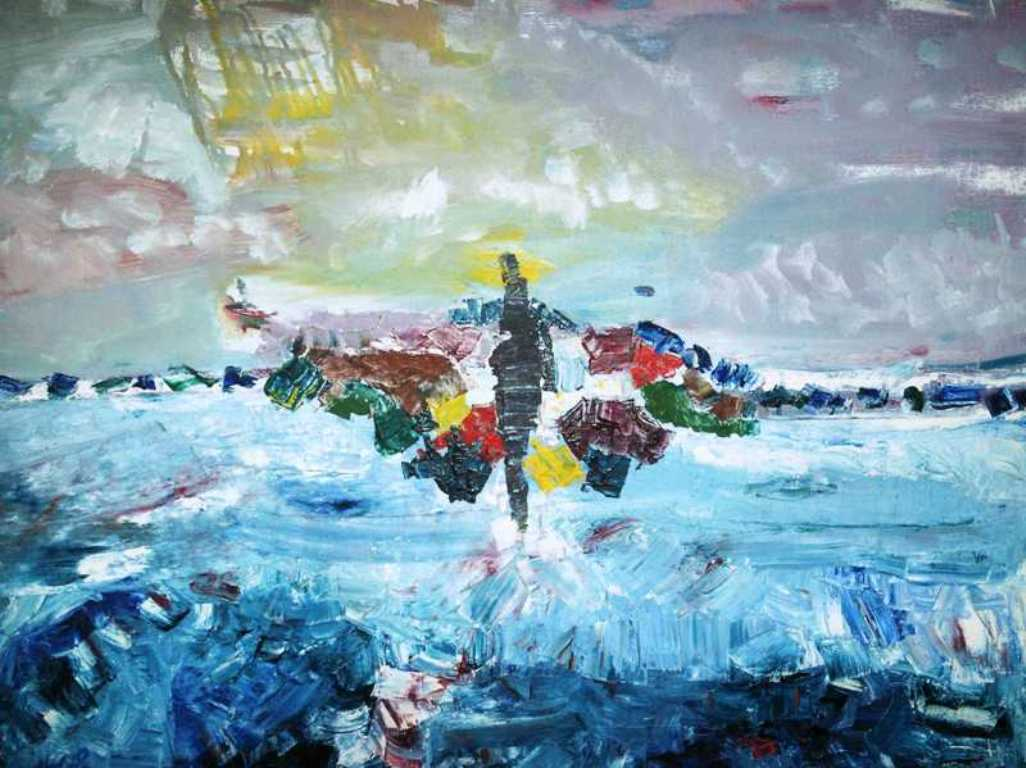
Przebudzenie, Irena Wiltosińska

- Filia Ośrodka Kultury w Grodźcu
- Powiatowy Młodzieżowy Dom Kultury (Syberka, ul. Powstańców Śląskich)

### Chóry
- Chór Laetus przy parafii Św. Jadwigi Śląskiej na osiedlu Zamkowym

### Zespoły muzyczne
- Hamulec[25]
- The Stage[potrzebny przypis]
- Kompilacja[potrzebny przypis]
- Natanael
- Animate[potrzebny przypis]
- proAge[potrzebny przypis]
- Banita[potrzebny przypis]

### Imprezy cykliczne
- Międzynarodowy Festiwal Kolęd i Pastorałek im. ks. Kazimierza Szwarlika (od 1995) (do 2012 Ogólnopolski) – styczeń
- Festiwal Muzyki Reggae Marleyki (od 1997) – maj
- Festiwal Muzyki Celtyckiej Zamek (od 2003) – ostatni weekend wakacji
- Przegląd Zespołów Obrzędowych „Herody” – zima
- Będzińskie Spotkania Teatralne „Best” (od 2008)
- Dni Kultury Żydowskiej (od 2003)

## Edukacja

### Szkoły podstawowe
W Będzinie znajduje się 10 publicznych szkół podstawowych:
- Szkoła Podstawowa nr 1 im. Adama Mickiewicza,
- Szkoła Podstawowa nr 2 im. Króla Kazimierza Wielkiego,
- Szkoła Podstawowa nr 3 im. Kornela Makuszyńskiego,
- Szkoła Podstawowa nr 4 im. Stanisława Staszica,
- Szkoła Podstawowa nr 6 im. Marii Konopnickiej,
- Szkoła Podstawowa nr 8 im. Jana Pawła II,
- Szkoła Podstawowa nr 9 im. Noblistów Polskich,
- Szkoła Podstawowa nr 10 im. Armii Krajowej,
- Szkoła Podstawowa nr 11 im. Władysława Broniewskiego,
- Szkoła Podstawowa nr 13 im. Huberta Wagnera.

Dawniej działała również SP nr 5, jednak w wyniku reformy edukacji z roku 1999 stopniowo przekształciła się w Gimnazjum nr 3. Śląskie Kuratorium Oświaty, w związku z przywróceniem struktury szkolnictwa sprzed tejże reformy, wydało opinię zalecającą ponowne utworzenie szkoły podstawowej w miejsce likwidowanego samodzielnego gimnazjum. Rada Miasta Będzina odwołała się od zalecenia, twierdząc, że w obwodzie takiej szkoły nie znajdowałaby się wystarczająca liczba uczniów.
W Będzinie działa również Specjalna Szkoła Podstawowa nr 7, wchodząca w skład Specjalnego Ośrodka Szkolno-Wychowawczego.
Szkoły średnie
- I Liceum Ogólnokształcące im. Mikołaja Kopernika
- II Liceum Ogólnokształcące im. Stanisława Wyspiańskiego
- III Liceum Ogólnokształcące im. Cypriana Kamila Norwida
- Centrum Kształcenia Zawodowego i Ustawicznego

## Ludność

### Zmiany demograficzne
(rok – liczba mieszkańców)
| - 1360 – 240 (lokacja miasta) - 1510 – 1400 (przywileje handlowe) - 1540 – 800 (zaraza) - 1629 – 600 (pożar miasta) - 1673 – 346 (potop szwedzki) - 1789 – 1200 (zwiększony przyrost naturalny) - 1803 – 1608 - 1823 – 2254 (początek uprzemysłowienia) - 1835 – 2500 (uprzemysłowienie) - 1852 – 3858 - 1858 – 4140 | - 1880 – 5424 (otwarcie kolei żelaznej) - 1892 – 10 000 (uprzemysłowienie) - 1901 – 30 124 (uprzemysłowienie) - 1905 – 36 112 - 1908 – 42 381 - 1910 – 50 500 - 1914 – 36 010 (zagrożenie wojenne) - 1918 – 30 259 (I wojna światowa) - 1923 – 32 000 (zwiększenie obszaru miasta) - 1925 – 41 000 (uprzemysłowienie) - 1928 – 43 286 - 1939 – 52 000 | - 1945 – 25 600 (II wojna światowa, eksterminacja Żydów) - 1960 – 39 000 (wyż demograficzny po II wojnie) - 1970 – 62 000 - 1973 – 66 000 (włączono Łagiszę) - 1975 – 72 000 (włączono Grodziec) - 1977 – 78 450(włączono Wojkowice) - 1979 – 78 800 (rekordowa liczba ludności) - 1985 – 77 000 (ujemny przyrost rzeczywisty) - 1990 – 75 400 - 1992 – 67 150 (odłączono Wojkowice) - 1993 – 65 056 - 1995 – 63 069 - 1996 – 61 293 - 1997 – 60 884 - 1998 – 60 624 - 1999 – 60 084 - 2000 – 59 719 - 2001 – 59 433 - 2002 – 59 061 | - 2003 – 58 760 - 2004 – 58 662 - 2005 – 58 820 - 2006 – 58 626 - 2007 – 58 639 (ujemny przyrost nat., dodatnie saldo migracji) - 2008 – 58 747 - 2009 – 58 706 - 2010 – 59 133 - 2011 – 59 023 - 2012 – 58 735 - 2013 – 58 425 - 2014 – 58 205 - 2015 – 57 900 - 2016 – 57 555 - 2017 – 57 138 - 2018 – 56 893 - 2019 – 56 354 - 2020 – 55 542 - 2021 – 55 065 - 2022 – 54 322 |

Wykres liczby ludności Będzina:

### Struktura demograficzna
Dane z 31 grudnia 2008 (ludność według faktycznego miejsca zamieszkania – Bank Danych Regionalnych GUS)
| Opis      | Ogółem | Ogółem | Kobiety | Kobiety | Mężczyźni | Mężczyźni |
| --------- | ------ | ------ | ------- | ------- | --------- | --------- |
| jednostka | osób   | %      | osób    | %       | osób      | %         |
| populacja | 58 747 | 100    | 30 931  | 52,7    | 27 816    | 47,3      |

wiek przedprodukcyjny: 9068 (15,4%)
wiek produkcyjny: 38 955 (66,3%)
wiek poprodukcyjny: 10 724 (18,3%)
ludność w wieku nieprodukcyjnym na 100 osób w wieku produkcyjnym: 50,8
Zgony: 730 (12,4 na 1000 ludności)
Wskaźnik feminizacji: 111,2

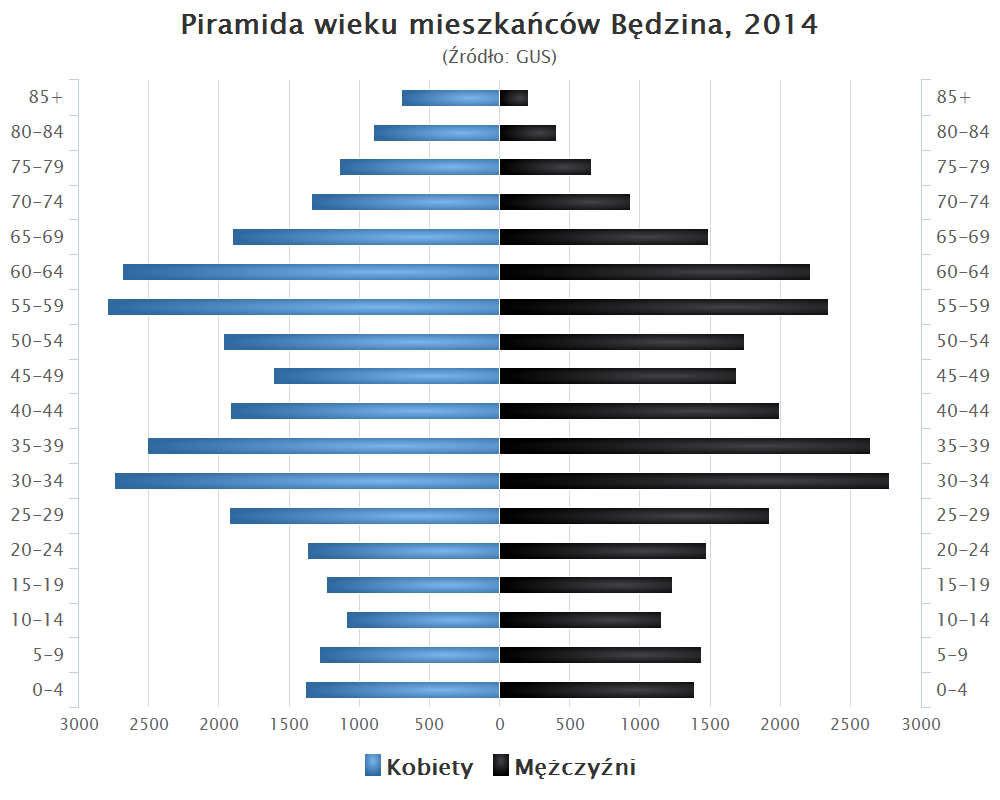
Piramida wieku mieszkańców Będzina w 2014 roku

Dane z 31 grudnia 2007 (ludność według faktycznego miejsca zamieszkania – Bank Danych Regionalnych GUS)
| Opis      | Ogółem | Ogółem | Kobiety | Kobiety | Mężczyźni | Mężczyźni |
| --------- | ------ | ------ | ------- | ------- | --------- | --------- |
| jednostka | osób   | %      | osób    | %       | osób      | %         |
| populacja | 58 538 | 100    | 30 865  | 52,7    | 27 774    | 47,3      |

Wskaźnik feminizacji: 111
Przyrost naturalny: – 237 os; – 4,0/1000 mieszkańców
Saldo migracji: + 193 os.
Gęstość zaludnienia: 1569 os./km²

### Honorowi obywatele
- Zbigniew Zarzycki (2012) – mistrz olimpijski i świata w siatkówce
- Adam Śmigielski (2007) – biskup, ordynariusz sosnowiecki
- Janusz Gajos (2005) – aktor
- Bogusław Fornalczyk (2005) – mistrz Polski w kolarstwie
- Sławomir Pietras (2000) – dyrektor teatrów operowych i festiwali
- Jan Świderski (2000) – artysta plastyk
- Jean-Marie Lustiger (1997) – kardynał, arcybiskup metropolita Paryża

## Rada Miasta
| Ugrupowanie                    | Kadencja 2002–2006 | Kadencja 2006–2010 | Kadencja 2010–2014 | Kadencja 2014–2018 | Kadencja 2018–2022 |
| ------------------------------ | ------------------ | ------------------ | ------------------ | ------------------ | ------------------ |
| Sojusz Lewicy Demokratycznej   | 12 (SLD-UP)        | 6 (LiD)            | 6                  | –                  | –                  |
| Komitet Rozwoju Będzina        | 7                  | 4                  | 3                  | –                  | –                  |
| Platforma Prawa i Obywateli    | 4                  | –                  | –                  | –                  | –                  |
| Prawo i Sprawiedliwość         | –                  | 1                  | 2                  | 1                  | 3                  |
| Platforma Obywatelska          | –                  | 8                  | 7                  | 4                  | –                  |
| Towarzystwo Przyjaciół Będzina | –                  | 4                  | 5                  | 3                  | –                  |
| KWW Łukasza Komoniewskiego     | –                  | –                  | –                  | 11                 | 11                 |
| Forum dla Będzina              | –                  | –                  | –                  | 2                  | –                  |
| KWW Łukasza Frańczaka          | –                  | –                  | –                  | 1                  | –                  |
| Odkrywamy Grodziec             | –                  | –                  | –                  | 1                  | –                  |
| KWW Marcin Lazar               | –                  | –                  | –                  | –                  | 4                  |
| KWW Wspólnie dla Będzina       | –                  | –                  | –                  | –                  | 5                  |

## Wspólnoty wyznaniowe

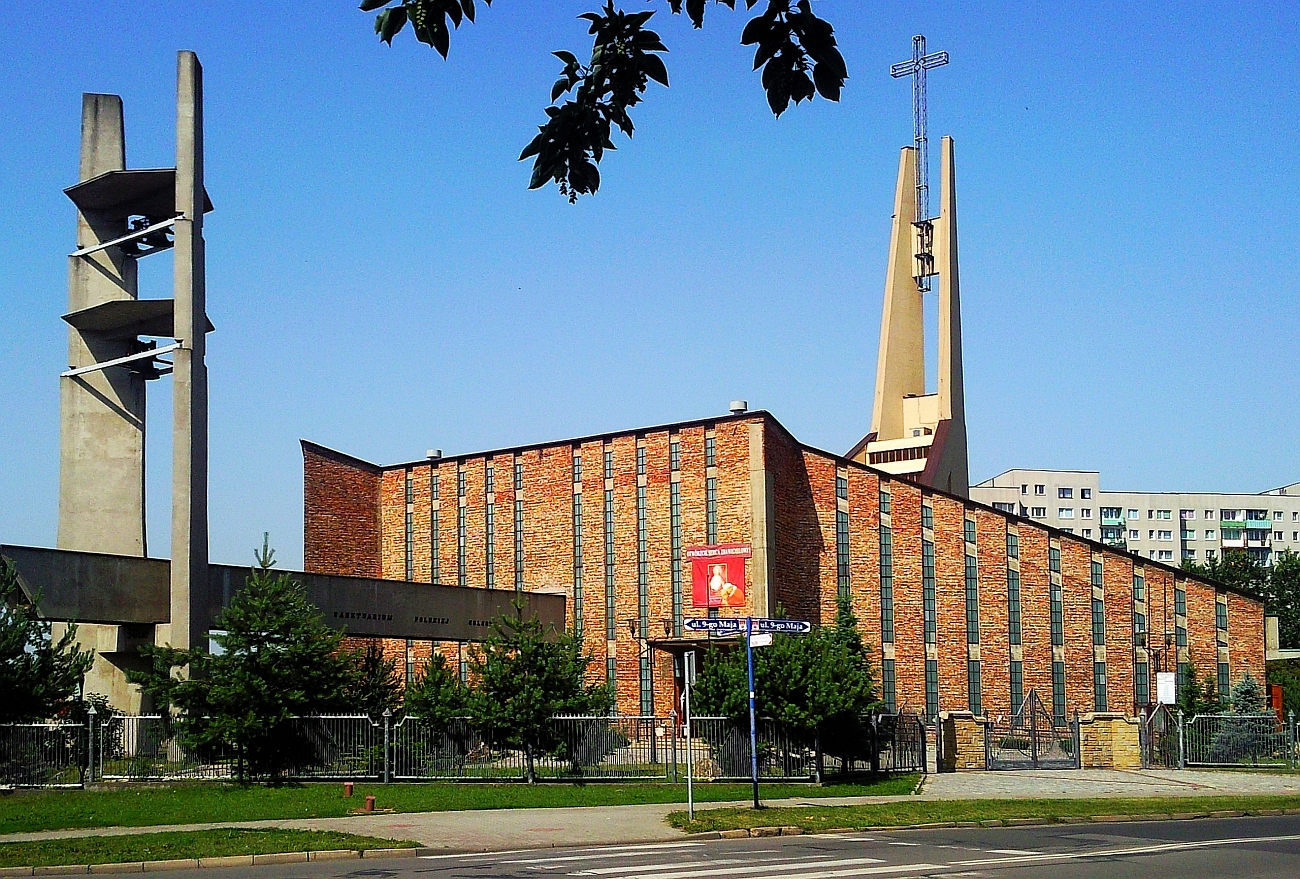
Sanktuarium Nawiedzenia Najświętszej Maryi Panny w Będzinie

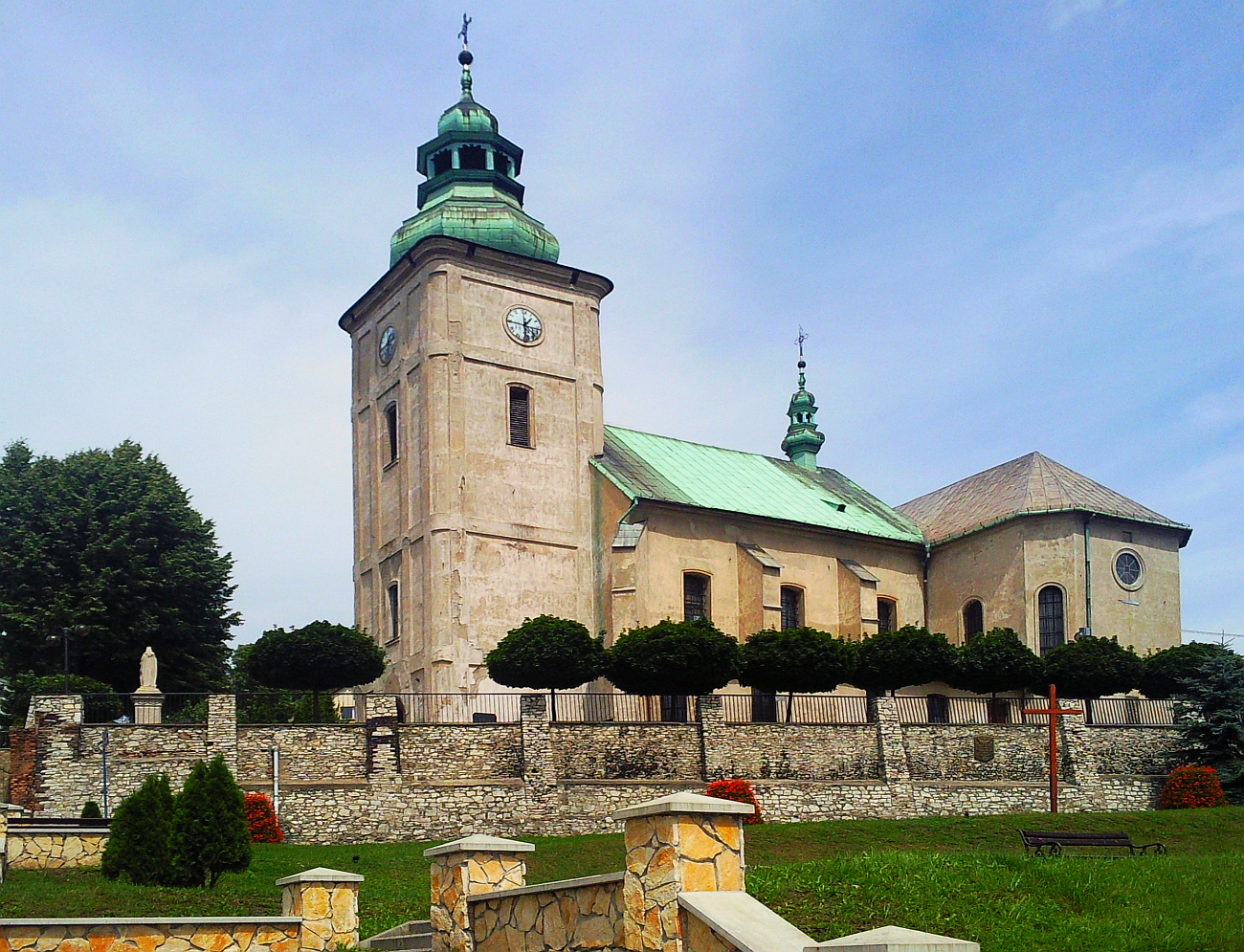
Kościół Świętej Trójcy w Będzinie

Na terenie Będzina działalność religijną prowadzą następujące Kościoły i związki wyznaniowe:

### Katolicyzm
- Kościoła rzymskokatolicki:
  - Dekanat I – Trójcy Świętej w Będzinie:
    - parafia Trójcy Przenajświętszej (Śródmieście) (przed 1308)
    - parafia św. Barbary (Koszelew) (1 IX 1938 – 5 X 1987 i od 19 VI 1989)
    - parafia św. Jana Chrzciciela (Małobądz/Śródmieście) (13 X 1957)
    - parafia Nawiedzenia Najświętszej Marii Panny (Syberka) (1 IV 1981) (z Sanktuarium Polskiej Golgoty Wschodu)
    - parafia Najświętszego Serca Pana Jezusa (Ksawera) (5 X 1987)
    - parafia św. Alberta Chmielowskiego (Warpie, część Śródmieścia) (12 XII 1987, wikariat terenowy 1983)
    - parafia św. Faustyny Kowalskiej (Górki Małobądzkie) (1 X 2005)

  - Dekanat II – św. Jana Pawła II w Będzinie:
    - parafia św. Katarzyny (przed 1326) (Grodziec)
    - parafia bł. Honorata Koźmińskiego (Grodziec – osiedle Marii Konopnickiej, tzw. Pekin) (22 IV 1990, wikariat terenowy 19 IX 1989)
    - parafia św. Jadwigi Śląskiej (Gzichów – osiedle Zamkowe) (19 I 1985, wikariat terenowy 22 VIII 1983)
    - parafia Niepokalanego Poczęcia NMP (Łagisza) (1924)
- Kościół Katolicki Mariawitów:
  - diaspora nieposiadająca świątyni (w Zagłębiu Dąbrowskim w początkach XX w. mariawici prowadzili bardzo aktywną działalność duszpasterską). Wierni z Będzina odprawiają adorację ubłagania 30. dnia każdego miesiąca oraz w ostatni dzień lutego[36].

#### Sanktuaria
- Sanktuarium Polskiej Golgoty Wschodu na będzińskiej Syberce (kościół Nawiedzenia Najświętszej Marii Panny)[37].
- Sanktuarium Matki Bożej Będzińskiej na Koszelewie (z koronowanym 1 VI 2009 r. cudownym obrazem – kopią Czarnej Madonny) (kościół św. Barbary DM)[potrzebny przypis].

### Protestantyzm
- Kościół Boży w Chrystusie:
  - zbór „Medical Church”[38]
- Kościół Boży w Polsce:
  - Kościół Boży Jezusa Chrystusa w Będzinie, ul. Potockiego 3[39]
- Kościół Ewangelicko-Augsburski:
  - wierni należą do parafii w Sosnowcu-Pogoni (do 1847 w Będzinie siedzibę miał filiał parafii w Wieluniu)[40]
- Kościół Zielonoświątkowy:
  - zbór przy ul. Sienkiewicza 31[41]

### Restoracjonizm
- Świadkowie Jehowy (Sala Królestwa ul. Niecała 19)[42][43]:
  - zbór Będzin-Grodziec[42]
  - zbór Będzin-Ksawera[42]
  - zbór Będzin-Łagisza[42]
  - zbór Będzin-Śródmieście[42]

## Miasta partnerskie
- Tatabánya, Węgry (2000)
- Koszedary, Litwa (2004)
- Basse-Ham, Francja (2013)

Od 2004 roku miastem partnerskim Będzina był także rosyjski Iżewsk. Współpraca została zerwana w 2022 roku, w związku z rosyjską agresją na Ukrainę.

## Sąsiednie gminy
Czeladź, Dąbrowa Górnicza, Psary, Siemianowice Śląskie, Sosnowiec, Wojkowice